# Volk

La liberté guidant le peuple (deutsch „Die Freiheit führt das Volk“). Gemälde von Eugène Delacroix (1830)

Mit dem Wort Volk werden allgemein (große) Gruppen von Menschen bezeichnet, die durch kulturelle Gemeinsamkeiten, reale oder fiktive gemeinsame Abstammung oder einen politisch und rechtlich organisierten Personenverband zu einer unterscheidbaren Einheit zusammengefasst sind. Eine verbindliche Definition gibt es nicht.
Der Begriff umfasst ein breites Spektrum unterschiedlicher soziologischer, ethnischer, nationaler und vornationaler politischer, demokratietheoretischer, staatsrechtlicher und theologischer Bedeutungen. Seit dem 18. Jahrhundert ist er emotional hoch aufgeladen und wird zur Legitimation von Revolutionen, Kriegen und verschiedenen Herrschaftsformen verwendet. Dabei wird regelmäßig um Inklusion und Exklusion gerungen, also um die Frage, wer zum Volk im jeweils definierten Sinne gehört und wer nicht. Heute wird davon ausgegangen, dass ein Volk ein soziales Konstrukt ist, das heißt, dass es erst durch Fremd- und Selbstzuschreibung der Mitglieder im Diskurs entsteht.
Verwandte Begriffe mit zum Teil überschneidender Bedeutung sind Ethnie, gens, Stamm, Nation, Bevölkerung und Staatsvolk.

## Etymologie
Der Ausdruck Volk (über mittelhochdeutsch volc aus althochdeutsch folc, dies aus urgermanisch *fulka- „Kriegsschar“) ist laut Friedrich Kluges Etymologischem Wörterbuch der deutschen Sprache erstmals im 8. Jahrhundert, laut dem Sprachwissenschaftler Günter Herold erst im 9. Jahrhundert belegt. Zu Grunde liegt dieselbe indogermanische Wortwurzel, von der auch die Wörter voll und viele abgeleitet werden können. Die ursprüngliche Bedeutung war Kriegsschar, Kriegerhaufen. Darauf weist auch urslawisch *pъlkъ „Truppe, Schar“ hin, das allgemein als frühe Entlehnung aus dem Germanischen gilt und später (aus polnisch pułk „Truppenabteilung, Regiment“) ins Deutsche als Pulk zurückentlehnt worden ist, wo sich die spezielle Bedeutung „Menschenauflauf“ bildete. Eine Wurzelverwandtschaft mit dem lateinischen Wort plebs für „Volksmenge“ (zu lateinisch plere „füllen“) ist möglich.

## Bedeutungsspektrum
Es gibt keine feststehende Definition des Begriffs. Die verschiedenen Bedeutungsschattierungen lassen sich nach dem Historiker Reinhart Koselleck diachron durch alle Zeiten in eine „Oben-unten-Relation“ und in eine „Innen-außen-Relation“ einteilen. Im erstgenannten Sinn wird das Volk nach oben (vom Adel, der Oberschicht, den Eliten) oder nach unten (von Sklaven, Metöken, Unterschichten) abgegrenzt, im zweitgenannten Sinn von den Fremden, die nicht am selben Ort wohnen und nicht zur selben politischen Handlungseinheit gehören. In der Staatslehre wird zwischen dem vorstaatlichen, also dem soziologisch-ethnologisch-politischen Volksbegriff und dem staatlich verfassten Volk unterschieden, um den Begriff dadurch in einen staatsrechtlichen Kontext einordnen zu können.
Der Politikwissenschaftler Karl W. Deutsch (1912–1992) definierte: „Ein Volk ist ein ausgedehntes Allzweck-Kommunikationsnetz von Menschen. Es ist eine Ansammlung von Individuen, die schnell und effektiv über Distanzen hinweg und über unterschiedliche Themen und Sachverhalte miteinander kommunizieren können.“ Voraussetzung hierfür seien eine gemeinsame Sprache und eine Kultur: Bedeutungen und Erinnerungen würden geteilt, wodurch es wahrscheinlich sei, dass die dem Volk angehörenden Menschen auch in der nahen Zukunft Vorlieben und Wahrnehmungen teilen und sich in Gewohnheiten und Charakterzügen ähneln bzw. ergänzen würden.
Laut dem österreichisch-amerikanischen Soziologen Emerich K. Francis (1906–1994) ist unter Volk „eine jede dauerhafte, durch ein gemeinsames kulturelles Erbe gekennzeichnete, zahlreiche Verwandtschaftsverbände (kinship groups) zu einer unterscheidbaren Einheit zusammenfassende Gesamtgesellschaft zu betrachten. ‚Verwandtschaftsverband‘ soll dabei heißen: ein auf tatsächlicher oder fiktiver Abstammung beruhendes, zahlreiche Familien sowohl gleichzeitig als auch in zeitlicher Abfolge zu einer Einheit verbindendes Sozialgebilde“. Dabei trennt er zwischen dem Demos, dem Staatsvolk, und Ethnos, der Abstammungsgemeinschaft.
Auch der Rechtswissenschaftler Reinhold Zippelius unterscheidet zwei Volksbegriffe: Das Staatsvolk definiert er als „Gesamtheit der Menschen unter einer Staatsgewalt“. Es sei nicht notwendig identisch mit dem Volk im soziologischen Sinne, das heißt, der „Gesamtheit von Menschen […], die sich vorwiegend durch Stammesverwandtschaft, gemeinsame Kultur (insbesondere Sprache und Religion), gemeinsame Geschichte und als politische Schicksalsgemeinschaft verstehen“. Aus der Differenz beider Begriffe entstehe das Minderheitenproblem. Die objektiven Merkmale des soziologischen Volksbegriffs müssten nicht alle erfüllt sein, vielmehr bestehe ein Bedeutungsspielraum. Wichtig sei immer das „völkische Zusammengehörigkeitsgefühl“.
Der Historiker Otto Dann definiert Volk als soziale Großgruppe, die durch gemeinsame Sprache, Kultur, Religion oder Geschichte gekennzeichnet sei. Auf Grundlage eines oder mehrerer dieser Merkmale könne es eine Kommunikationsgemeinschaft bilden und sich enger zusammenschließen. Ein Volk könne die Grundlage einer Nationsbildung darstellen, doch gebe es einerseits auch Völker, die keine Nationsbildung durchlaufen hätten, andererseits Nationen mit mehreren Völkern oder Volksgruppen.
Die Soziologen Günter Hartfiel und Karl-Heinz Hillmann sehen sieben Bedeutungen des Wortes: es könne die Bevölkerung in einem bestimmten Kulturgebiet bedeuten, eine ethnisch bestimmte Menschengruppe, eine politische Kollektivpersönlichkeit, die als ideelle Einheit vorgestellt wird, die Gesamtheit der Staatsbürger im demokratischen Verfassungsstaat, die breite Masse der Bevölkerung als Gegenbegriff zur Elite oder Oberschicht, eine vornationale Gemeinschaft oder in marxistischer Interpretation die sozialen Klassen, die ein vermeintlich objektives Interesse am gesellschaftlichen Fortschritt haben.
Der Soziologe Friedrich Heckmann definiert Volk als „das umfassendste ethnische Kollektiv, das durch den Glauben an eine gemeinsame Herkunft, Gemeinsamkeiten von Kultur und Geschichte sowie ein bestimmtes Identitäts- und Zusammengehörigkeitsbewußtsein gekennzeichnet ist“. Das Wort stehe sowohl für bloße Vorstellungen als auch für reale Beziehungen, die kooperativ oder konfliktär sein könnten, und biete Chancen für ein Gemeinschaftshandeln derer, die sich zugehörig fühlten.
Der Historiker Peter Brandt nennt drei Bedeutungen des Wortes im aktuellen Sprachgebrauch: „1. die Bewohner eines Staates, namentlich die Inhaber der Souveränität in der Demokratie, 2. die Angehörigen einer Ethnie mit gemeinsamer Herkunft, Sprache und Kultur bzw. einer sich als auch außerstaatliches Volk verstehenden Großgruppe, 3. die ‚einfachen‘ Mitglieder oder unteren Schichten einer Gesellschaft“.
Laut der Definition des Ethnologen Dieter Haller sind Völker „über Abstammung und Kultur miteinander verbunden und verfügen über eine Organisationsform, die nicht notwendigerweise staatl[icher] Natur sein muss.“ Auch nach Harald Haarmann ist mit eigenständigen Kulturen zwar meist auch eine „selbständige politische Organisation“ verbunden, aber „Staatlichkeit“ und „Volkstum“ seien nicht deckungsgleich.
Der Ethnologe Jens Wietschorke definiert Volk als „Kollektiv, das auf der politischen Ebene durch staatlich-institutionelle Regeln und Praktiken sowie auf der kulturellen Ebene durch den Glauben an eine gemeinsame Herkunft, Geschichte und Identität bestimmt ist.“ Als Ordnungsbegriff bezeichne er nicht etwas, das bereits bestehe, vielmehr erzeuge er die Wissensordnung des Bezeichneten mit. Volk sei ein relationaler Begriff, der stets in Beziehung zu allen, die von der Zugehörigkeit ausgeschlossen sind, zu verstehen sei.
Volk ist ein emotional und politikideologisch stark aufgeladener Begriff und wird in verschiedenen Zusammenhängen als politisches Schlagwort verwendet. Es ist ein Fahnenwort, das heißt, ein Ausdruck von großer Symbolkraft, unter dem sich Gruppen von Menschen im politischen Wettbewerb oder gar Kampf zusammenfinden können und der dadurch identitätsstiftend wirkt. Seine Mehrdeutigkeit prädestiniert es für demagogische Aussagen und Forderungen. Wer zum Volk gehört und wer nicht, ist immer wieder und oft blutig umkämpft. Der Historiker Peter Walkenhorst nennt Volk und Nation „grenzziehende Kollektivbegriffe zur Bezeichnung der eigenen […] Gemeinschaft“. Laut dem Soziologen Lutz Hoffmann definiert Volk eine Gruppe als relevant und legitimiert sie damit. Volk sei immer als Totalität gedacht, nie als Teil eines Größeren. Wer nicht dazugehöre, also irrelevant sei, gerate aus dem Blick, über den brauche nicht gesprochen zu werden. Inwieweit auch Frauen zum Volk gehören, war bis ins 20. Jahrhundert hinein eine offene Frage. Häufig waren mit der so bezeichneten Wir-Gruppe nur Männer gemeint. Frauen galten als angegliedert oder als Eigentum des Volkes bzw. seiner Männer. In Deutschland änderte sich das erst mit Einführung des Frauenwahlrechts 1918.
Der Ausdruck Volk wird, zum Teil mit dem Zusatz „einfach“, zur Kennzeichnung der „breiten Masse“ einer Gesellschaft verwendet. Dieser Aspekt ist auch in der theologischen Unterscheidung von Klerus und Laienvolk (von griechisch λαός laós, deutsch ‚Volk‘) enthalten.
Ein Volk im Sinne von Staatsvolk besteht hingegen aus der Gesamtmenge der Staatsangehörigen und ihnen staatsrechtlich gleichgestellter Personen. Das Wort hat immer auch eine subjektive Komponente im „Sich-Bekennen“ zu einem Volk. Darauf machten insbesondere Ernest Renan (1823–1892), Gustav von Rümelin (1815–1889) und Hermann Heller (1891–1933) aufmerksam. Die ethnische Herkunft von Bürgern eines Staates ist dabei völkerrechtlich unerheblich. Ein Volk im ethnischen Sinn dagegen muss nicht unbedingt einen eigenen Staat haben, in dem es die Mehrheit der Bevölkerung bildet (→ Vielvölkerstaat).
In der Ethnologie hat die Bezeichnung Ethnie den Begriff Volk (im Singular) seit Mitte des 20. Jahrhunderts weitestgehend abgelöst. Ansonsten wird in der Fachliteratur nur noch von Völkern (im Plural) gesprochen, wenn spezielle Gruppierungen benannt werden (etwa Hirtenvölker, indigene Völker, sibirische Völker u. ä.). Im Singular bezeichnet das Wort (im Sinne von das eigene Volk) dagegen den Gegenstand der Volkskunde. Wo Ethnologen von Ethnien sprechen, verwenden laut dem Ethnologen M. Krischke Ramaswamy hauptsächlich Historiker den Begriff Völker, Soziologen Gesellschaften oder Sozialgebilde, Politikwissenschaftler Staaten oder Nationen und Geographen Bevölkerungen.

## Begriffsgeschichte

### Antike
Die antiken Bezeichnungen für Volk (altgriechisch ἔθνος éthnos, δῆμος démos, λαός laós, lateinisch gens, populus, natio) wurden in ihren Bedeutungen nicht trennscharf unterschieden. Sie bezeichnen in erster Linie politische Einheiten, also etwas, das man im modernen Sprachverständnis als Staat bezeichnen würde. Die Polis Athen wurde oft οἱ Ἀθηναῖοι, hoi Athenaíoi („die Athener“) genannt, der Staatsname des Römischen Reiches lautete Senatus Populusque Romanus – „Senat und Volk von Rom“.
Als éthnos wurde ein bestimmtes Volk bzw. ein Volksstamm bezeichnet. Démos konnte neben den Polisbewohnern mit Bürgerrecht auch deren Teilmenge aus der Unterschicht bezeichnen, für die es auch die Bezeichnungen ὄχλος, óchlos, und πλῆθος, plēthos, gab. In Rom hieß die Unterschicht ursprünglich plebs. Seit den Ständekämpfen wurde dieses Wort, oft synonym zu populus, für alle römischen Bürger (mit Ausnahme der Patrizier) verwendet. Nach Harald Haarmann gab es ein „Volk der Römer“ oder „der Athener“ im ethnischen Sinne nie. Während die Bezeichnung Römer anfänglich lediglich für die Bewohner der Stadt Rom stand, sei sie später in Sinne einer Staatsbürgerschaft verwendet worden. Träger der römischen Kultur seien unter anderem die Latiner, Umbrer, Gallier, Etrusker und Iberer gewesen. Die Athener rechnet Haarmann sprachlich und kulturell zum Volk der Griechen.
Die antike Staatsformenlehre unterschied Monarchie als Herrschaft eines Einzelnen, Aristokratie als Herrschaft des Adels und Demokratie als Herrschaft des Volkes. Je nach politischer Haltung des Verfassers wurde dabei Demos teils als Gesamtheit aller Bürger, teils pejorativ als niederes Volk oder Pöbel verstanden. Der Kirchenvater Augustinus von Hippo (354–430) betonte dagegen, ein Volk müsse notwendig auch eine moralische Qualität haben, nicht bloß eine formale Rechtsordnung. In einem irdischen Staat, einer civitas terrena, gebe es nur eine beliebig zusammengewürfelte Menge (multitudo). Erst die Gerechtigkeit mache daraus ein Volk (populus).
Für die fremden Völker verwendeten die Römer die Bezeichnung gentes. Seit der Ausweitung des Bürgerrechts auf alle freien Bewohner des Reichs im 3. Jahrhundert wurden damit die „Barbaren“ am Rande und außerhalb des Reichs bezeichnet. Die germanischen und anderen Völker, die während der Spätantike in der so genannten Völkerwanderung in das weströmische Reich eindrangen, schließlich auf dessen Boden eigene Reiche bildeten und somit die Voraussetzungen für die Entwicklung des europäischen Mittelalters schufen, entstanden zumeist erst während ihrer Migration (Ethnogenese).

### Mittelalter
Volk umfasste im Mittelalter eine Spannbreite der Bedeutungen von einer unbestimmten Vielzahl von Menschen („Masse[n]“) über die heterogene Masse der Angehörigen der Unterschichten – hier im Allgemeinen mit dem Bedeutungsakzent der Armut (daz arm Volk) – bis hin zu dem als „die ‚eigentliche‘ Unterschicht“ betrachteten, aus der mittelalterlichen und frühneuzeitlichen Feudalordnung ausgeschlossenen, vielfältig gegliederten „fahrenden Volk“. Das Wort wurde auch für religiöse Gemeinschaften („das judisch volck“, „das christlich volck“) und militärische Gruppierungen („Kriegsvolk“) verwendet. Ebenfalls verbreitet war die Verwendung des Wortes für einen Haushalt (lat. familia), wobei darin auch das Gesinde eingeschlossen sein konnte. Das Wort konnte also die Funktion einer Gruppe bezeichnen oder ihre Anzahl. Welches von beiden gemeint war, lässt sich nur aus dem Kontext erschließen. Der moderne Volksbegriff fehlt daher nach Ansicht der Soziologin Katja Jung im Mittelalter: Der Mensch wurde verstanden als Geschöpf Gottes und somit als Teil einer universalen Ordnung, die als ständisch gegliedert gedacht wurde. Jeder hatte darin seinen festen Platz, für Alternativen bestand kein Raum. Eine Autonomie des Politischen, in dem Volk im modernen Sinne ein zentraler Begriff wurde, habe es erst seit Niccolò Machiavelli (1469–1527) gegeben.
Doch auch im politischen Diskurs des Mittelalters lässt sich der Volksbegriff nachweisen. Bischof Fulbert von Chartres unterschied in einem antijüdischen Traktat um die Jahrtausendwende drei Elemente eines regnum, einer Königsherrschaft: terra (das Land), populus (das Volk) und die persona regis, die Person des Königs. Mediävisten wie Bernd Schneidmüller fanden Belege für diese Trias von rex, gens, patria auch in noch älteren Texten des Frühmittelalters und der Völkerwanderungszeit. Daraus dürfe aber nicht geschlossen werden, dass Völker einen überzeitlichen oder naturgegebenen Charakter hätten und „das Volk […] zum Staat drängte“, wie die ältere Mediävistik lange Zeit annahm. Was die deutsche Geschichte betreffe, sei vielmehr davon auszugehen, dass es auch im Hochmittelalter noch vielfältige Prozesse der Ethnogenese etwa der Sachsen oder der Schwaben gab, wobei die Ethnogenese der Herrschaftsbildung folgte, nicht umgekehrt: Das heißt, dass sich in Bevölkerungsgruppen, die dieselben institutionellen Rahmenbedingungen hatten, langsam ein Grundkonsens über ihre Volks- oder Staatszugehörigkeit entwickelte. Eine Kontinuität von den germanischen Stämmen der Völkerwanderungszeit bis zu den Stammesherzogtümern des Ostfrankenreichs, wie die ältere Forschung sie unter Anwendung des modernen Volksbegriffs auf die Spätantike annahm, wird heute angezweifelt. Vielmehr hätten neue oder anhaltende Ethnogenesen, etwa von Sachsen, Schwaben und Baiern, im 9. und 10. Jahrhundert zu neuen gentilen Identitäten geführt, die jeweils nur alte Namen für sich beanspruchten.
Ab wann von einem deutschen Volk die Rede sein kann, ist in der Forschung stark umstritten. Bernd Schneidmüller sieht in verschiedenen Ursprungsgeschichten der Deutschen, die ab dem 11. Jahrhundert aufkamen, ein Indiz für ein sich ausbildendes Bewusstsein der Zusammengehörigkeit. Nach dem Anglisten Manfred Görlach gab es im europäischen Mittelalter kein sprachlich begründetes Nationalgefühl. Der Historiker Heinz Thomas dagegen bewertet die integrierende Kraft der deutschen Sprache höher als Görlach und nimmt an, dass seit den 1080er Jahren Alemannen, Bayern, Franken und Sachsen zusammenfassend als deutsch bezeichnet worden seien. Der Historiker Knut Schulz sieht dagegen Belege für ein Zusammengehörigkeitsgefühl von Deutschen im Ausland erst für das 15. Jahrhundert als gegeben an.

### Frühe Neuzeit und Aufklärung
Martin Luther (1483–1546) gebrauchte den Volksbegriff noch ganz unspezifisch: In seiner Schrift An den christlichen Adel deutscher Nation von des christlichen Standes Besserung etwa verwendet er das Wort 36 Mal: zwei Mal im militärischen Zusammenhang, zwei Mal politisch, einmal geographisch, fünfzehn Mal sozial und zwölf Mal theologisch für die Christenheit. Der mährische Theologe Johann Amos Comenius (1592–1670) legte in seinem Traktat Gentis felicitas 1659 eine Definition vor, die abstammungsmäßige, geographische, sprachliche und emotionale Gesichtspunkte verknüpfte:

„Ein Volk oder eine Nation ist eine Vielheit von Menschen, die aus gleichem Stamme entsprossen sind, an demselben Ort der Erde (wie in einer gemeinsamen Behausung, die man Vaterland nennt) wohnen, gleiche Sprache sprechen und durch gleiche Bande gemeinsamer Liebe, Eintracht und Mühe um das öffentliche Wohl verbunden sind.“

Im weiteren Verlauf der Frühen Neuzeit erfuhr der Volksbegriff eine erhebliche Aufwertung und Politisierung. Am Ende des englischen Bürgerkriegs stipulierte etwa die Declaration of Parliament 1649, die „erste Einrichtung des Amtes des Königs durch die Zustimmung des Volkes“ sei geschehen. Im Zeitalter der Aufklärung 1765 konnte zwar Louis de Jaucourt (1704–1779) in der Encyclopédie französisch peuple noch nicht auf den Begriff bringen und bezeichnete es als „schwer zu definierende Kollektivbezeichnung“. Im Text des Artikels ging er dann auf Magistratswahlen und Abstimmungen in den antiken Volksversammlungen ein und zitierte seinen Zeitgenossen Gabriel-François Coyer, der sich bemühte, Handwerker und freie Berufe nicht zum Volk rechnen zu müssen, und betonte, wenn man Bauern und Arbeiter sozial besser stellte, hätten die Könige treuere Untertanen.
In der politischen Philosophie der Aufklärung wurde die Idee der Volkssouveränität entwickelt, also die Vorstellung, dass alle Macht im Staat vom Volk ausgeht. Bereits im 17. Jahrhundert verbreiteten etwa die so genannten Monarchomachen die Vorstellung, das Volk habe ein Widerstandsrecht gegen ungerechte Herrscher. Diesen Gedanken entwickelte der englische Dichter und Philosoph John Milton (1608–1674) zu der Vorstellung weiter, es dürfe von Zeit zu Zeit entscheiden, wer es regiere. Bereits 1603 hatte der Staatstheoretiker Johannes Althusius dem Volk im Staatsrecht einen Vorrang vor seinem Fürsten zugebilligt, den er als durch Übereinkunft eingesetzten Mandatar beschrieb. Das Volk dachte Althusius aber korporativ, nicht vom Individuum her, und knüpfte an religiöse Vorstellungen eines Bundes zwischen Volk und Gott an. Auch blieb er dem frühneuzeitlichen Begriffsverständnis von Volk als breiter Masse verhaftet, denn er beschrieb es als unbeständig und leichtgläubig. Insofern kann er nicht als Vorläufer der modernen Lehre von der Volkssouveränität angesehen werden.
In Auseinandersetzung mit Thomas Hobbes und der republikanischen Diktatur Oliver Cromwells entwickelte der Vordenker der Aufklärung John Locke (1632–1704) in der zweiten seiner Zwei Abhandlungen über die Regierung die Vorstellung, dem Volk komme naturrechtlich (wenngleich nicht verfassungsrechtlich) Supream Power (sic!) zu, die höchste Macht im Staat. In einem Vertrag mit der – gewählten oder erbmonarchisch bestimmten – Staatsspitze solle es vereinbaren, dass die Gewalt im Staat geteilt werde zwischen einem regelmäßig von ihm als der Summe der Individuen zu wählenden Parlament und der Exekutive. Auch wenn sein Wohl der eigentliche Zweck des Staates sei, könne das Volk an ihr keinen Anteil haben, weil eine Identität zwischen Staat und Individuen die Freiheit vernichten würde. Locke empfahl eine konstitutionelle Monarchie, in der sich die Repräsentanten des Volkes, die Repräsentanten des Adels und der König die Macht teilten (King in Parliament).
Als eigentlicher Begründer des Gedankens der Volkssouveränität gilt Jean-Jacques Rousseau (1712–1778). In seiner Schrift Vom Gesellschaftsvertrag oder Prinzipien des Staatsrechtes forderte er 1762: „Das Volk, das den Gesetzen unterworfen ist, muß auch ihr Urheber sein“. Die Individuen schlössen zum gemeinschaftlichen Schutz ihrer Interessen miteinander einen Vertrag. Erst dadurch würden sie zu einem Volk. Ihm allein komme konstitutionelle Souveränität zu, die Rousseau als unteilbar und nicht delegierbar dachte. Daher lehnte er Repräsentativsysteme ebenso ab wie eine Gewaltenteilung. Der Wille des Volkes als gemeinsamer Wille, als volonté générale müsse sich in direkter Demokratie verwirklichen. Da Rousseau die volonté générale als widerspruchsfrei, unveräußerlich und stets im Recht dachte, nennt der Historiker Michael Wildt ihn den Begründer des „Mythos von der Einheit und Homogenität des Volkes“.
In ähnlicher Weise ging auch Immanuel Kant (1724–1804) davon aus, dass sich ein Volk erst durch den voluntaristischen Abschluss eines Gesellschaftsvertrags konstituiert:

„Der actus, da die Menge durch ihre Vereinigung ein Volk macht, […] constituiert schon eine souveraine Gewalt, welche sie durch ein Gesetz auf irgendeinen übertragen.“

Einen so entstandenen Staat nannte Kant republikanisch, wenn er sich am Gemeinwohl und an der Freiheit orientiert. Darunter fallen bei ihm auch Monarchien, in denen Gewaltenteilung herrscht. Staaten, in denen das nicht der Fall ist, nennt er despotisch. Das kann auch die radikale Volksherrschaft betreffen, wie Rousseau sie vorgeschlagen hatte. Das Volk grenzte Kant scharf gegen seine nicht gesetzestreue Teilmenge ab, den „Pöbel […], dessen gesetzwidrige Vereinigung das Rottiren (agere per turbas) ist; ein Verhalten, welches ihn von der Qualität eines Staatsbürgers ausschließt“.

### Gründung der USA
Die Gründerväter der Vereinigten Staaten knüpften an Lockes Theoriebildung an. In ihrer Unabhängigkeitserklärung legten sie am 4. Juli 1776 dar, es sei „das Recht des Volkes“, seine Regierungsform „zu verändern oder abzuschaffen“, sobald diese ihren eigentlichen Zwecken, nämlich der Garantie der Menschenrechte, „verderblich wird, […] und eine neue Regierung einzusetzen, die auf solche Grundsätze gegründet, und deren Macht und Gewalt solchergestalt gebildet wird, als ihnen zur Erhaltung ihrer Sicherheit und Glückseligkeit am schicklichsten zu seyn dünket“. Im sich anschließenden Unabhängigkeitskrieg wurde immer wieder die Einigkeit des „American people“ beschworen, um die durchaus divergenten Partikularinteressen der dreizehn Kolonien zu überdecken. In diesem Sinne war auch die Einleitungsformel der Verfassung der Vereinigten Staaten zu verstehen: “We the People of the United States, in order to form a more perfect Union …” Das so beschworene Volk bezog aber weder Frauen noch Sklaven noch die indigene Bevölkerung mit ein. Es war nur eine Minderheit.
Seinen klassischen Ausdruck fand der amerikanische Gedanke der Volkssouveränität 1863 in der Gettysburg Address Abraham Lincolns. Darin definierte er Demokratie als „government of the people, by the people, for the people“. Das heißt, in ihr gehe die Herrschaft aus dem Volk hervor (of), sie werde durch das Volk (by) und in seinem Interesse (for) ausgeübt.

### Französische Revolution

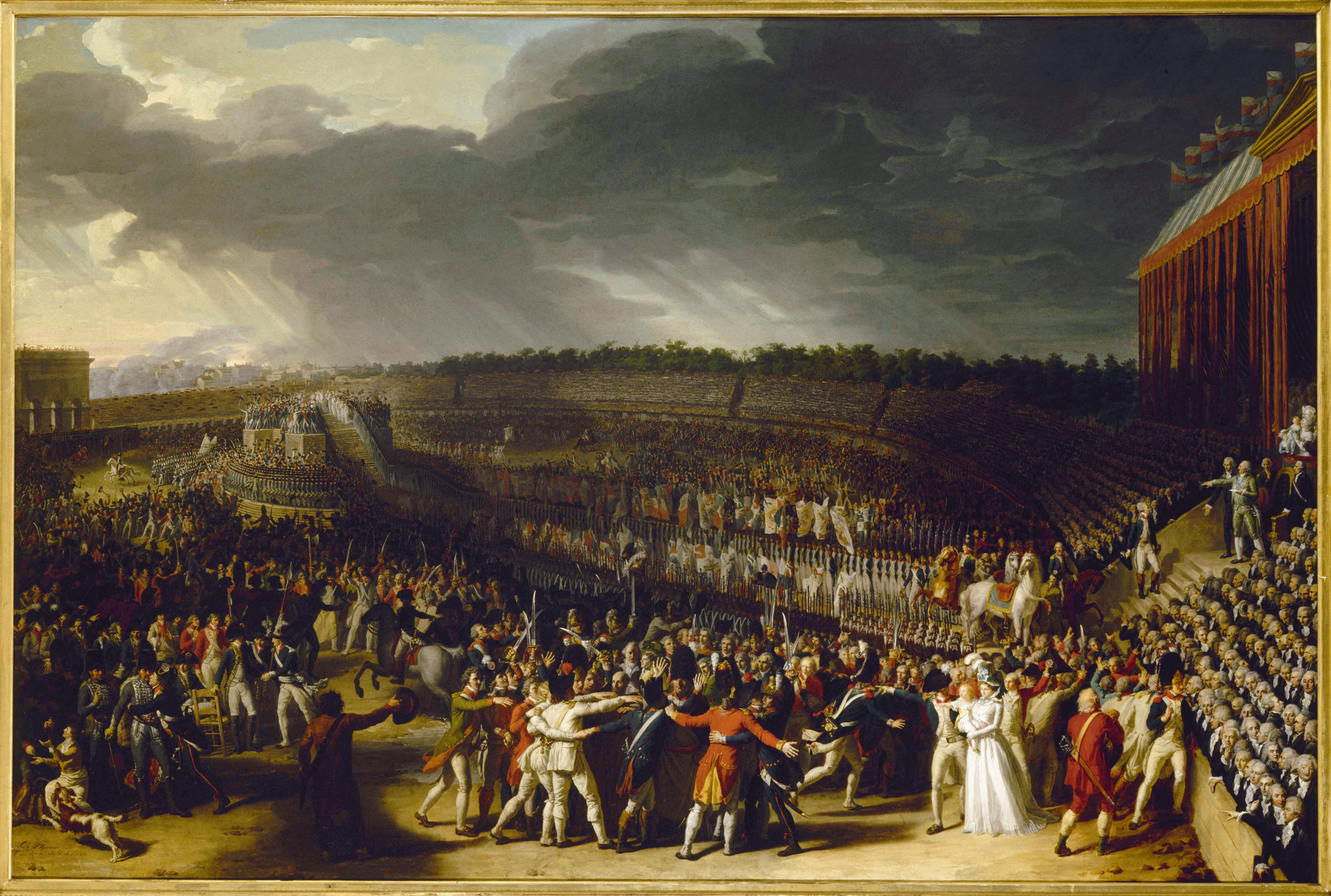
Das Föderationsfest. Gemälde von Charles Thévenin (1790). Im Vordergrund umarmen sich Angehörige aller Schichten des französischen Volkes.

Bedeutsam für die Erhebung des Wortes Volk zu einem Wertbegriff war die Französische Revolution. Vorher war französisch peuple zur Bezeichnung der Bevölkerung Frankreichs hauptsächlich im Plural verwendet worden. Im Singular trat es erstmals während der vorrevolutionären Krise in den Cahiers de Doléances in Erscheinung, wobei es paternalistisch als Kinderschar des Königs Ludwig XVI. hingestellt wurde. Das änderte sich nach dem Sturm auf die Bastille am 14. Juli 1789, als dessen Urheber in Zeitungen und Flugblättern nun „das Volk“ dargestellt wurde. Seitdem wurde die Formel „Im Namen des Volkes“ als Gegenformulierung gegen das weiterhin verbreitete „Im Namen Gottes“ gebraucht.
Das Wort Volk wurde in der Französischen Revolution mit Einigkeit und Brüderlichkeit konnotiert. Diese Vorstellung erreichte einen Höhepunkt beim Föderationsfest zum einjährigen Jubiläum des Bastillesturms und zeigte sich etwa im dafür gedichteten Lied Ah! Ça ira: Hier stehen dem einig und entschlossen handelnden Volk die Aristokraten gegenüber, die somit aus dem Volk ausgegrenzt werden. In der Folgezeit verschob sich die Bedeutung des Wortes mehr in Richtung petit peuple, also auf die Unterschichten und die Sansculotten, die die Revolution aktiv unterstützten. Wer dies nicht tat, war kein ami du peuple (so der Name der Zeitung von Jean Paul Marat) und machte sich verdächtig. Damit begann eine Dialektik von Einigkeit und Ausgrenzung: Während einerseits weiterhin (in Anlehnung an Rousseau) die Solidarität und Identität der Interessen innerhalb des französischen Volkes betont wurde, wuchs die Zahl derer, die wegen ihrer (wirklich oder vermeintlich) revolutionsfeindlichen Aktivität als Volksfeinde galten, als „ennemis du peuple“: eidverweigernde Priester, Emigranten, Royalisten, Girondisten usw. Ihren Höhepunkt erreichte diese Ausgrenzung in der Terrorherrschaft 1793/94, Tausende wurde guillotiniert. Peuple trat nun in Konkurrenz zu der bis dahin bevorzugten Vokabel nation: In der Verfassung von 1793 geht die Souveränität anders als noch in der Erklärung der Menschen- und Bürgerrechte vom 26. August 1789 nicht mehr von der Nation, sondern vom Volk aus. Im Thermidor und unter dem Direktorium wurde dann wieder die Einigkeit innerhalb des Volkes betont, was die realen gesellschaftlichen Verhältnisse aber verschleierte, denn die soziale Ungleichheit wuchs.

### Volksaufklärung, Romantik und Idealismus in Deutschland

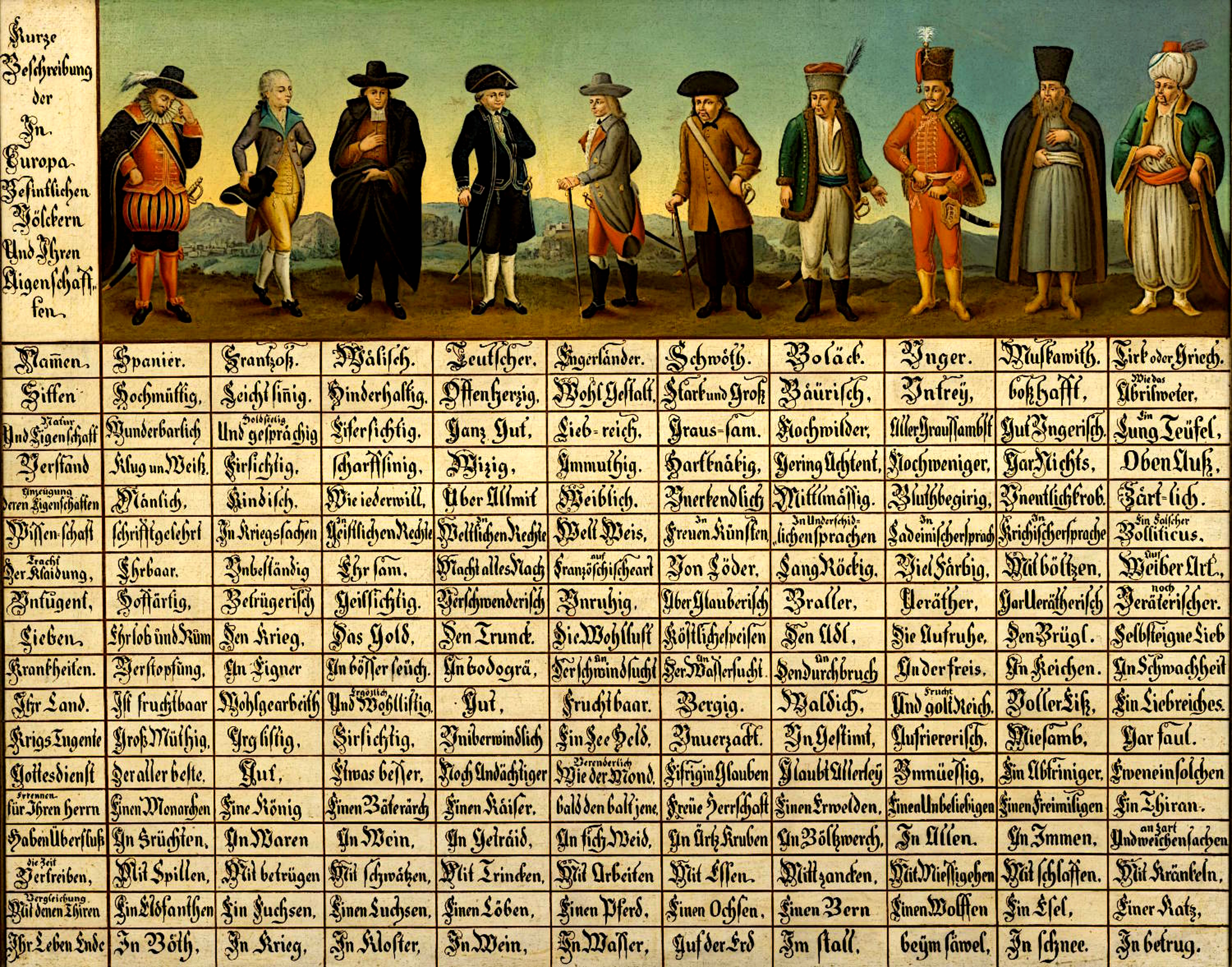
Völkertafel, Steiermark, 18. Jahrhundert. Dargestellt werden nationale Trachten und Stereotype sowie „Volkscharaktere“.

In Deutschland hofften seit den 1770er Jahren Volksaufklärer wie Rudolph Zacharias Becker, die Bildung und Erziehung des Volkes zu einem Motor des Fortschritts machen zu können. Sie sahen ihre eigene Rolle darin, Erzieher der mit den Mitteln der Kultur erst noch zu begründenden Nation zu sein, und nobilitierten in diesem Zusammenhang den Volksbegriff. Gleichwohl blieb er bei ihnen mit Rohheit und mangelnder Bildung konnotiert. Als handelndes Subjekt wurde das Volk von den Volksaufklärern nicht angesehen.
Johann Gottfried Herder (1744–1803) verstand Völker als kollektive Individualitäten, die sich durch je eigene Sprachen, Seelen und Charaktere voneinander unterscheiden würden. Poesie und Sprache würden ein Volk erst als spirituelle Gemeinschaft konstituieren: Für Herder wurzelte die Volkszugehörigkeit in der Muttersprache. Bei ihm finden sich auch erste Ansätze der Exklusionsfunktion des Volksbegriffes: Die Natur habe die Völker als distinkte Entitäten durch Sprache, Sitten und Gebräuche getrennt, jede Mischung erschien in dieser Sicht widernatürlich und sei abzulehnen. Die besondere Betonung der Sprache und bei anderen deutschen Autoren der Abstammung zur Definition der Volkszugehörigkeit hatte ihre Ursache darin, dass in Deutschland, anders als in Frankreich, ein Volk konstruiert wurde, bevor es einen entsprechenden Staat gab. Somit waren andere, nicht politische Zugehörigkeitskriterien notwendig. Herder versuchte sich auch an einer religiösen Aufladung des Volksbegriffes: „Wer sich seiner Nation und seiner Sprache schämt, hat die Religion seines Volks, also das Band zerrissen, das ihn an die Nation knüpfet“, schrieb er 1802. Ihm schwebte eine „Nationalreligion“ im Geiste Luthers vor. Mit dieser Idee, die auf die Ausgrenzung sowohl von Juden als auch von Katholiken zielte, setzte sich Herder nicht durch.
An Herder knüpften die Romantiker an, die in den Äußerungen des Volkes, seiner authentisch-ungekünstelten Sprache, seinen Erzählungen und Liedern eine bewahrenswerte Natürlichkeit sahen. Zum Teil großangelegte Sammlungen der Volkskultur wurden begonnen (Grimms Märchen und Deutsches Wörterbuch, Des Knaben Wunderhorn). Jacob Grimm definierte volk 1846 auf dem ersten Germanistikkongress in Frankfurt am Main als „inbegriff von menschen, welche dieselbe sprache reden“, und diese Erklärung erlaube, über das „gitter“ der Grenzen der Einzelstaaten hinwegzuspringen mit Blick auf die „einmal unausbleiblich heranrückende zukunft“, nämlich dem Nationalstaat. Diese romantische Konstruktion des Volkes, seines vermeintlich urwüchsigen Charakters, seiner „unverfälschten Seele“ und seiner, wie man annahm, jahrtausendealten Tradition stand im Widerspruch zu den Werten der Aufklärung, die dem Individuum als solchem und nicht nur als Angehörigem eines Volkes unveräußerliche Rechte zuschrieb und alle hergebrachten Sozialbindungen infrage stellte. Die Romantiker verstanden Volk dagegen als einen „lebendigen sozialen Organismus“, den man nicht abrupt oder gewaltsam verändern dürfe. In diesem Sinne wurde der romantische Volksbegriff später von Konservativen als Argument gegen Reformen und gegen eine Revolution benutzt. Weil durch die politische Zersplitterung Deutschlands sich ein Volksbegriff wie in Frankreich, der auf einer Gemeinschaft freier Bürger beruhte, nicht bilden konnte, konstruierten deutsche Intellektuelle stattdessen die Kultur als einigendes Band. Sie sei ein Zwischenstadium vor der Zusammenfassung aller so verstandenen Deutschen in einem Staat. Dass dieser alle Angehörigen der Kulturnation, wie Friedrich Meinecke (1862–1954) dieses Konzept später nannte, umfassen würde, war angesichts der deutschsprachigen Streusiedlung in Osteuropa unwahrscheinlich. Auch war das Konzept geeignet, angeblich Fremde (wie preußische Polen oder deutsche Juden) auszugrenzen, und es war, wie Hans-Ulrich Wehler feststellte, kompatibel mit allen politischen Systemen, ob demokratisch, monarchisch oder diktatorisch.
Auch Georg Wilhelm Friedrich Hegel (1770–1831) glaubte im Anschluss an Herder, Völker seien Entitäten mit jeweils individuellen Eigenschaften. In seiner Geschichtsphilosophie erscheinen sie ebenso wie die großen Individuen als „Mittel und Werkzeuge des Weltgeistes“, die eben dadurch, dass sie ihre eigenen Interessen verfolgen (die sprichwörtliche List der Vernunft), zum Endzweck der Welt beitragen, nämlich dem zunehmenden Bewusstsein des Geistes von seiner Freiheit. Da sich dies für die Völker nur in einem Staat verwirklichen lasse, unterschied Hegel den Wert der Völker nach ihrer Staatlichkeit, von den barbarischen Völkern ohne Staat über die zivilisierten Nationen bis hin zu dem zu voller Staatlichkeit entwickelten „welthistorischen Volk“. Dieses sei in seiner Epoche „Träger der gegenwärtigen Entwicklungsstufe des Weltgeistes“. Ihm gegenüber seien die Geister der anderen Völker rechtlos.

### Befreiungskriege und deutscher Frühnationalismus
Das Ende des Heiligen Römischen Reiches 1806 trug dazu bei, Volk in breiteren Bevölkerungsschichten als einen Begriff zu etablieren, unter den sich die Bevölkerungen der einzelnen deutschen Länder subsumieren und von anderen abgrenzen ließen. Es stellt einen Kompensationsbegriff zur französischen nation dar, weil eine deutsche Nation oder ein deutsches Volk um 1800 noch nicht gegeben war, auch wenn in den späteren Geschichtsdarstellungen seine Existenz bis ins Mittelalter oder in die Antike hinein rückprojiziert und mythologisiert wurde.
Das Wort Volk wurde im Sprachgebrauch der Nationalbewegungen des 19. Jahrhunderts zum zentralen politischen Schlagwort, zur Trope des neu entstehenden Nationalismus. Während der Befreiungskriege wurde Volk als handelnde Einheit konzipiert, wobei der in der Aufklärung herausgearbeitete emanzipatorische Gehalt nun gegen den „usurpatorischen“ Herrscher Napoleon Bonaparte gerichtet wurde: „Das Volk steht auf, der Sturm bricht los“, dichtete zum Beispiel Theodor Körner (1791–1813).
Der deutsche Philosoph Johann Gottlieb Fichte (1762–1814) entwarf 1808 in seinen Reden an die deutsche Nation die Vorstellung, Völker würden durch ihre Sprache als unvermischbare Wesenheiten konstituiert. „Was dieselbe Sprache redet“, sei „durch die bloße Natur“ auf verschiedenste Arten eng miteinander verbunden:

„Es gehört zusammen, und ist natürlich Eins, und ein unzertrennliches Ganzes. Ein solches kann kein Volk anderer Abkunft und Sprache in sich aufnehmen und mit sich vermischen wollen, ohne wenigstens fürs erste sich zu verwirren, und den gleichmäßigen Fortgang seiner Bildung mächtig zu stören.“

Die Deutschen seien das „Urvolk“: Ihnen wies Fichte eine Sendung für die ganze Menschheit im beinahe kosmopolitischen Sinne zu, denn Volk definierte er nicht ethnisch oder sprachlich, sondern durch Geistigkeit und Freiheit. Ein Volk sei „das Ganze der in Gesellschaft miteinander fortlebenden und sich aus sich selbst immerfort natürlich und geistig erzeugenden Menschen, das insgesamt unter einem gewissen besonderen Gesetze der Entwickelung des Göttlichen aus ihm steht“. Gleichzeitig sollte der Gedanke des Volkstums aber gegen die französische Besatzung mobilisieren. Das Volk der Franzosen erscheint bei ihm als minderwertig, als Träger des Prinzips des Bösen. Den Begriff des Volkstums hatte Friedrich Ludwig Jahn, der als „Turnvater“ berühmt wurde, 1810 in den politischen Diskurs eingebracht. Damit versuchte er Wesenszüge zu fassen, die angeblich allen Mitgliedern einer Nation eigen sein sollen und durch die sie sich von anderen Nationen unterscheiden würden. Das individualisierte Kollektiv Volk stellte er sich als Körper vor, in dem jedes einzelne Organ seine jeweilige Funktion und auch seine jeweilige Wertigkeit besitze: Somit sollten die Menschen ihre individuellen Bedürfnisse denen der Nation unterordnen – ein Konzept, mit dem sich politische Ungleichheit rechtfertigen und ein Austrag innergesellschaftlicher Konflikte verbieten ließ. Diese Überhöhung des deutschen Volkes ging bei Jahn mit einer Dämonisierung alles Französischen einher, wie sie sich auch bei Ernst Moritz Arndt (1769–1860) findet, der zu „Völkerhass“ gegen die Franzosen als Mittel zur nationalen Selbstfindung aufrief: „Dieser Haß glühe als Religion des teutschen Volkes, als ein heiliger Wahn, in allen Herzen“. In Arndts folgenreicher Kriegspropaganda, die die Völkerwelt manichäisch in entweder gut oder böse einteilte, gingen die innere Identitätsfindung des Volks und der Aggressionsvollzug nach außen eine scheinbar unauflösliche Einheit ein. Arndts Volksbegriff war dabei antisemitisch aufgeladen: Die Juden stellte er als eigenes, fremdartiges Volk dem deutschen Volk gegenüber und polemisierte insbesondere gegen die Zuwanderung von Ostjuden, die als „unreine Flut vom Osten her“ den „germanischen Stamm“ verunreinigen würden. Die Verherrlichung des Volkes ging bei Arndt so weit, dass es für ihn noch über den Fürsten stand, die er 1815 als „Diener und Beamte des Volkes“ beschrieb. Insofern attestiert Peter Brandt dem Volks-Begriff von Arndt, Jahn und Fichte eine „obrigkeitsfeindliche und egalitäre Tendenz“.
Im Zusammenhang mit den napoleonischen Kriegen bekam das Volk auch einen neuen, militärischen Sinn: Anders als in den Kabinettskriegen der Frühen Neuzeit war es ein jederzeit mobilisierbares Potenzial. Der Krieg wurde, wie Carl von Clausewitz (1780–1831) analysierte, „wieder Sache des ganzen Volkes“: Er wurde zum Volkskrieg.
Der Volksbegriff, wie er um 1800 entwickelt worden war, wurde zentral für mehrere Wissenschaften, die sich im 19. Jahrhundert in engem Zusammenhang mit den über ihn geführten Debatten ausbildeten: die Völkerkunde, die Volkskunde, die Sprachwissenschaften, die Rechtsgeschichte und die Geschichtswissenschaft. Großen Einfluss hatte er auch auf die verschiedenen europäischen Nationalbewegungen, vor allem im Osten und Norden des Kontinents. Im Russischen Kaiserreich etwa lässt sich eine ähnliche emphatische Überhöhung des Volkes wie bei Herder und den Romantikern nachweisen. In Russland wurde der Begriff „Volk“ (auf russisch народ narod) ab etwa 1800 vielfältig verwendet. Volkslieder und andere Hervorbringungen der Volkskultur wurden vermehrt ediert, Intellektuelle veredelten das Wort auf ihrer Suche nach einer russischen Identität und nach dem emanzipativen Potenzial der Unterschichten. Daraus erwuchs in der zweiten Jahrhunderthälfte die soziale Bewegung der Narodniki. Im 20. Jahrhundert folgten Übernahmen des Volksbegriffes durch den Zionismus, den arabischen und den türkischen Nationalismus.

### Die Revolution von 1848
In Deutschland wurde aber auch der staatsbürgerliche Volksbegriff rezipiert. Der liberale Staatswissenschaftler Karl von Rotteck schrieb 1818, ein Volk ohne Verfassung sei „– im edlen Sinne des Wortes – gar kein Volk.“ Im Vormärz und in der Revolution von 1848/49 wurde das Wort weiter aufgewertet. Die Liberalen befürworteten ein Zensuswahlrecht, nach dem nur die Aktivbürger, die über ein hinreichend großes Eigentum oder eine entsprechende Bildung verfügten, das „eigentliche“ Volk bildeten. Die Demokraten dagegen sahen das Volk, verstanden als alle erwachsenen Männer im Land, als Quelle aller legitimen Herrschaft an. Das Offenburger Programm, das unter anderem von Gustav Struve (1805–1870) und Friedrich Hecker (1811–1881) formuliert worden war, forderte am 12. September 1847 eine „Vertretung des Volks beim deutschen Bunde, […] eine Stimme in dessen Angelegenheiten. Gerechtigkeit und Freiheit im Innern, eine feste Stellung dem Auslande“. Eine Republik wurde noch nicht gefordert. Das geschah erst am 31. März 1848 im Frankfurter Vorparlament, als Struwe feierlich erklärte, „alle Bande“ seien „gelöst, welche das deutsche Volk an die bisherige sogenannte Ordnung der Dinge geknüpft hatten“. Von nun an forderten die Demokraten, die erbliche Monarchie abzuschaffen, dafür sollten Parlamente frei gewählt werden, die zusammen eine föderative Republik mit einem gewählten Präsidenten an der Spitze bilden sollten. Sie sprachen sich für Volkssouveränität aus, wie sie etwa in den Vereinigten Staaten schon jahrzehntelang verwirklicht war. In der Frankfurter Nationalversammlung konnten sie sich damit nicht durchsetzen. Das zeigte sich etwa in der Polendebatte, als der Abgeordnete Wilhelm Jordan (1819–1904) am 24. Juli 1848 einen „gesunden Volksegoismus“ forderte, „welcher die Wohlfahrt und Ehre des Vaterlandes in allen Fragen obenanstellt“. Der Demokrat Robert Blum (1807–1848) dagegen riet dazu, auch den Polen ein Recht auf einen Nationalstaat zuzubilligen, und unterlag in der Abstimmung mit 342 zu 31 Stimmen. Benedict Anderson weist auf die Probleme hin, die die ungarischen Nationalisten 1848 mit den nichtungarischen Minderheiten hatten: Lajos Kossuth wollte ihnen zwar die gleichen Bürgerrechte wie den Ungarn einräumen, nicht aber das Recht auf eigene Nationalstaaten: Sie hätten nämlich keine „historischen Persönlichkeiten“. Laut dem Historiker Dieter Langewiesche zeigte die 1848er Revolution, „wie nah ‚Völkerfrühling‘ und ‚Völkerhaß‘ beieinander sein können“.
Auch die Paulskirchenverfassung zeigte, vom allgemeinen Wahlrecht abgesehen, keine Spuren demokratischen Denkens: Deutschland sollte eine konstitutionelle Monarchie unter einem Erbkaiser werden, das deutsche Volk wurde nicht als Souverän bezeichnet. Als Verfassungsgeber figurierte vielmehr die Nationalversammlung. Sie war es, die laut der Präambel die Reichsverfassung beschloss und verkündigte. Auch was die Definition einer deutschen Staatsangehörigkeit betraf, blieb die Paulskirchenversammlung hinter demokratischen Standards zurück. Für den Vorsitzenden des Verfassungsausschusses Georg Beseler stellte das Volk nicht eine Masse von Individuen dar, sondern verlange die rechtliche Berücksichtigung von „Sitte“ und „Bedürfnissen“ der einzelnen deutschen „Stämme“: Daher sollten Bundesstaaten ihr je eigenes Staatsbürgerrecht behalten. Ethnisch Nicht-Deutschen werde als Staatsangehörigen der Bundesstaaten zwar gleiches Recht eingeräumt, aber, so betonte er, sie hätten „dies dankbar anzuerkennen“. § 131 der Paulskirchenverfassung legte fest, das deutsche Volk bestehe aus den Angehörigen der Staaten, die das Deutsche Reich bildeten.

### Sozialistische Arbeiterbewegung
Karl Marx (1818–1883) und Friedrich Engels (1820–1895) knüpften an Hegels Geschichtsphilosophie an, maßen den Völkern gegenüber den Veränderungen der ökonomischen Bedingungen aber eine nur untergeordnete Bedeutung bei. Im Kommunistischen Manifest diagnostizierten sie ein Schwinden der Gegensätze zwischen den Völkern schon durch die Entfaltung des weltweiten Kapitalismus und prognostizierten: „Die Herrschaft des Proletariats wird sie noch mehr verschwinden machen.“ Volk wurde von ihnen seltener national als vielmehr soziologisch verwendet. Sie unterschieden aber zwischen „Völkern mit Geschichte“ wie Polen oder Iren, die in der Lage seien, sich einen eigenen Staat zu schaffen, und „Völkern ohne Geschichte“, denen es an der hierzu notwendigen „historischen Vitalität“ fehle. Häufig verwendeten Marx und Engels Volk oder Volksmassen synonym mit Proletariat: Das Volk galt ihnen als Träger der kommenden Revolution. In diesem Sinne bezeichnete Marx auch die Religion als „Opium des Volkes“. Statt dieses „illusorischen Glücks“ gelte es, „das wirkliche Glück“ des Volkes zu verlangen. Im Marxismus-Leninismus wurde diese Theorie weiterentwickelt: Erst die sozialistische Revolution bringe ein „sozial geeintes Volk“ als Basis wirklicher Volksherrschaft hervor. Demokratie wurde als Übergangsphänomen bei der Machteroberung und -behauptung des Proletariats verstanden. Georg Lukács (1885–1971) prägte dafür den Begriff der „demokratischen Diktatur“. Man nahm an, die Demokratie würde erst in einer späteren Phase ihren Funktionskreis auf das ganze Volk ausdehnen und in der kommunistischen Gesellschaft absterben.
Dies Verständnis von Volk dominierte allerdings nicht den gesamten Diskurs der Arbeiterbewegung. Ferdinand Lassalle (1825–1864) etwa argumentierte häufiger mit dem demokratischen oder dem nationalen Sinn des Wortes. Gleich im ersten Programmpunkt des Eisenacher Programms setzte sich die Sozialdemokratische Arbeiterpartei 1869 „die Errichtung des freien Volksstaates“ zum Ziel. Während des Kaiserreichs gelang es der deutschen Sozialdemokratie aber nicht, aus der Spannung zwischen ökonomisch-internationalistischem und liberaldemokratischem Verständnis der Begriffe Volk und Nation ein konsensfähiges Konzept zu erarbeiten. Dies führte wiederholt zu innerparteilichen Kontroversen, etwa 1896 über die Fragen, ob der Bevölkerung Elsass-Lothringens (1889) oder dem polnischen Volk ein Selbstbestimmungsrecht zuzubilligen sei. Aus Furcht, weiterhin als „vaterlandslose Gesellen“ ausgegrenzt zu werden, stimmte die SPD-Fraktion im Deutschen Reichstag zu Beginn des Ersten Weltkriegs mehrheitlich den Kriegskrediten zu: „Für unser Volk und seine freiheitliche Zukunft“ stehe zu viel auf dem Spiel, hieß es in der begründenden Erklärung.

In der Novemberrevolution 1918 aktualisierten die Sozialdemokraten sowohl den soziologischen als auch den staatsrechtlichen Volksbegriff. Das Volk als Träger der Revolution schien auf in Begriffen wie Volkswehren und Rat der Volksbeauftragten. Noch 1921 im Görlitzer Programm stellte sich die SPD als „Partei des arbeitenden Volkes in Stadt und Land“ vor. In der von Sozialdemokraten maßgeblich mitgetragenen Weimarer Verfassung wurde 1919 erstmals in Deutschland das Prinzip der Volkssouveränität verwirklicht. Ihre Präambel lautete: 

„Das Deutsche Volk, einig in seinen Stämmen und von dem Willen beseelt, sein Reich in Freiheit und Gerechtigkeit zu erneuern und zu festigen, dem inneren und dem äußeren Frieden zu dienen und den gesellschaftlichen Fortschritt zu fördern, hat sich diese Verfassung gegeben.“

Doch auch auf den nationalen Volksbegriff griffen die Sozialdemokraten zurück: In der Debatte um den Friedensvertrag von Versailles verlangte der SPD-Abgeordnete Paul Löbe am 22. Juni 1919 vor der Weimarer Nationalversammlung eine Vereinigung Deutschlands mit Österreich einschließlich des Sudetenlands und Südtirols und bekannte, „daß wir bei voller Treue zur Internationale zu unserem Volke stehen und daß wir bereit sind, für unser Volk einzustehen und alles ihm zu opfern“.

### Von der völkischen Bewegung zur Konservativen Revolution
Im letzten Drittel des 19. Jahrhunderts entstanden Volkskonzepte, die die vermeintlich gemeinsame Abstammung als Basis des Volksbegriffs nahmen. Im Zuge sozialdarwinistischer Vorstellungen wurde dieser Begriff in Rassentheorien eingebettet. Die völkische Bewegung trieb einen regelrechten Kult um das rassistisch verstandene deutsche Volk. Stichwortgeber waren hier vor allem Paul de Lagarde (1827–1891) und Julius Langbehn (1851–1907). Dieser definierte in seinem Buch Rembrandt als Erzieher (1890) Volk im Unterschied zu Pöbel oder Masse als „nach bestimmten Gesetzen buntschattierte Menge“. Zu diesen Gesetzen rechnete er das Führerprinzip, eine Ständeordnung und den „eingeborenen Erdcharakter des deutschen Volkes“. Beide vertraten einen entschiedenen Rasseantisemitismus. Lagarde behauptete 1855, es sei „das Recht jedes Volkes, selbst Herr auf seinem Gebiet zu sein, für sich zu leben, nicht für Fremde“, und trat dafür ein, fremde Elemente zu „beseitigen“.
Der Alldeutsche Verband forderte 1894 eine „nationale Zusammenfassung des gesamten deutschen Volkstums in Mitteleuropa, d. h. die schließliche Herstellung Großdeutschlands“. Dies sollte der Kern eines Kolonialreichs in Übersee werden. Heinrich Claß, der 1908 den Vorsitz des Verbands übernahm, radikalisierte dessen Propaganda weiter, die sich „allein an dem Bedürfnis des deutschen Volkes“ zu orientieren hätte. Dabei fasste er auch „völkische Feldbereinigungen“ ins Auge. Durch die rassistische Auslegung des Volksbegriffs durch die völkische Bewegung wurde es Minderheiten wie Juden und Polen unmöglich gemacht, sich zu assimilieren. Völkische Publizisten wie Willibald Hentschel (1858–1947) entwickelten den Mythos eines Herrenvolkes, das sich in einem langen Prozess von Zuchtwahl, Auslese und Umweltanpassung gebildet habe: die Arier. Dieser Mythos wurde später von den Nationalsozialisten aufgegriffen.
Von 1914 bis 1945 fungierte Volk im politischen Sprachgebrauch der Deutschen als Bezeichnung einer politisch-sozialen und historischen Letztinstanz: Der Begriff war zentral sowohl für die Bewusstseinsbildung als auch das Handlungsgefüge: Alle Parteien mussten sich in der Legitimierung ihrer Politik darauf beziehen, ein Verzicht war nicht möglich. Dementsprechend wurde der Begriff propagandistisch manipuliert. Die Mehrzahl der am Ende des Kaiserreichs und zu Beginn der Weimarer Republik gegründeten Parteien nutzte Volk oder eine Abwandlung als Namensbestandteil, wobei sich die gemeinte Bedeutung jeweils signifikant unterschied (Deutschnationale Volkspartei, Deutsche Volkspartei, Bayerische Volkspartei Deutsche Demokratische Partei, Deutschvölkische Freiheitspartei, Christlich-Sozialer Volksdienst, Konservative Volkspartei). Für die Republikaner war Volk zwar ebenfalls ethnisch-kulturell konnotiert, schloss aber Juden und andere Minderheiten in Deutschland als gleichrangige Staatsbürger ein. Für die Rechtsradikalen gehörten diese aber nicht zum Volk, das sie, wie Peter Brandt formuliert, als „überhistorische Gemeinschaft“ verstanden, als „Organismus höchster Ordnung“. Dieses Verständnis ging bei ihnen mit einer scharfen Ablehnung der Demokratie einher, da sie meinten, der Wille des Volkes ergebe sich aus seinem „Wesen“, dem Volkstum, und nicht empirisch durch Abstimmungen.
Durch die territorialen Veränderungen des Versailler Vertrags, der 1920 in Kraft trat, wurden viele Deutsche Bürger anderer Staaten. Um die rechtliche Stellung dieser sogenannten Volksdeutschen zu fassen, prägte man den Begriff der Volkszugehörigkeit. Dadurch wurde, wie der Historiker Dieter Gosewinkel analysiert, die Bedeutungsvielfalt des Wortes Volk „auf einen Substanzbegriff ethnisch-kultureller Homogenität verengt“. Volk und Staatsangehörigkeit seien dadurch auf Volkstum reduziert worden.
Die Autoren der so genannten Konservativen Revolution verfügten über keinen gemeinsamen Volksbegriff. Während Volk bei Carl Schmitt, Oswald Spengler und Ernst Jünger von nur untergeordneter Bedeutung war, spielte es für andere eine zentrale Rolle. Arthur Moeller van den Bruck (1876–1925) etwa war der Überzeugung, dass Einigkeit im Volke die Voraussetzung für eine Überwindung des Versailler Vertrags sei. Sie werde aber durch den seit der Novemberrevolution herrschenden Liberalismus verhindert, der Gemeinschaft durch Gesellschaft ersetze und Trennungen im Volk aufreiße: „An Liberalismus gehen die Völker zu Grunde“. Daher gelte es, ihn zu überwinden. Hans Freyer (1887–1969) sprach sich 1931 für einen Staatssozialismus aus, denn nur so könne das „Kraftfeld des Volks von den heterogenen Querschlägen der industriellen Gesellschaft freigemacht“ werden und so „das Volk, Herr seiner Welt, zum politischen Subjekt, zum Subjekt seiner Geschichte“ werden. Edgar Julius Jung (1894–1934) lud in seiner Programmschrift Die Herrschaft der Minderwertigen den Volksbegriff in Anknüpfung an Herder religiös auf: Ein Volk sei das Gefäß, „in dem der göttliche und sittliche Inhalt gefaßt wird“. Gerade das deutsche Volk empfinde „das leise Wehen eines neuen ‚Heiligen Geistes‘ am lebhaftesten“. In diesem Denken darf das Volk, wie Koselleck analysiert, sich nicht als politisches Subjekt erleben, ihm wird vielmehr die Rolle eines Objekts der Heilsgeschichte zugewiesen, als eine transzendente Größe, der anzugehören den einzelnen daran hindere, ein selbstbestimmter Staatsbürger zu werden. Dies werde deutlich in dem nationalsozialistischen Schlagwort: „Du bist nichts, dein Volk ist alles“.

Die Rechtsintellektuellen der Weimarer Republik sprachen sich für eine plebiszitäre Staatsform aus, in der das Volk ohne repräsentative Instanzen direkt herrschen und die „Scheindemokratie“ des Parlamentarismus überwunden werden würde. Wie der Politikwissenschaftler Kurt Sontheimer analysiert, sollte es als politische Einheit zwar aufgewertet werden, Rechte für den einzelnen Staatsbürger seien aber nicht vorgesehen gewesen: 

„So proklamierte man laut, das Volk solle wieder herrschen, es solle die wahre Demokratie entstehen und verwies das Volk auf den kommenden Führer und die Elite der Nation.“

In diesem Sinne behauptete der antiliberale Staatsrechtler Carl Schmitt 1926, der Wille des Volkes könne besser als durch Wahlen „durch Zuruf, durch acclamatio, durch selbstverständliches, unwidersprochenes Dasein“ geäußert werden. Damit sprach er sich für einen „antiparlamentarischen Cäsarismus“ mit einem plebiszitär Diktator an der Spitze aus: „Diktatur ist ebensowenig der entscheidende Gegensatz zu Demokratie wie Demokratie der zu Diktatur“.

### Nationalsozialismus
Die Sprache des Nationalsozialismus knüpfte an die emphatisch überhöhte Verwendung des Wortes Volk an, die in der Weimarer Republik parteiübergreifend üblich war. Die Nationalsozialisten konstruierten Volk als eine organische Ganzheit von Kultur, Geschichte und Rasse, wobei die letztgenannte für sie den entscheidenden Bestandteil „völkischer“ Substanz darstellte. Bereits in ihrem 25-Punkte-Programm von 1920 spielten sie Volkszugehörigkeit gegen Staatsangehörigkeit aus und engten den Begriff des Staatsbürgers auf den „Volksgenossen“ ein, das heißt, auf Menschen „deutschen Blutes“. Juden wurden explizit hiervon ausgeschlossen, sie sollten unter „Fremden-Gesetzgebung“ gestellt werden. Das zentrale Kapitel von Adolf Hitlers Mein Kampf ist „Volk und Rasse“. Hier entfaltet Hitler auf sozialdarwinistischer Grundlage einen rassistischen und radikal antisemitischen Volksbegriff.

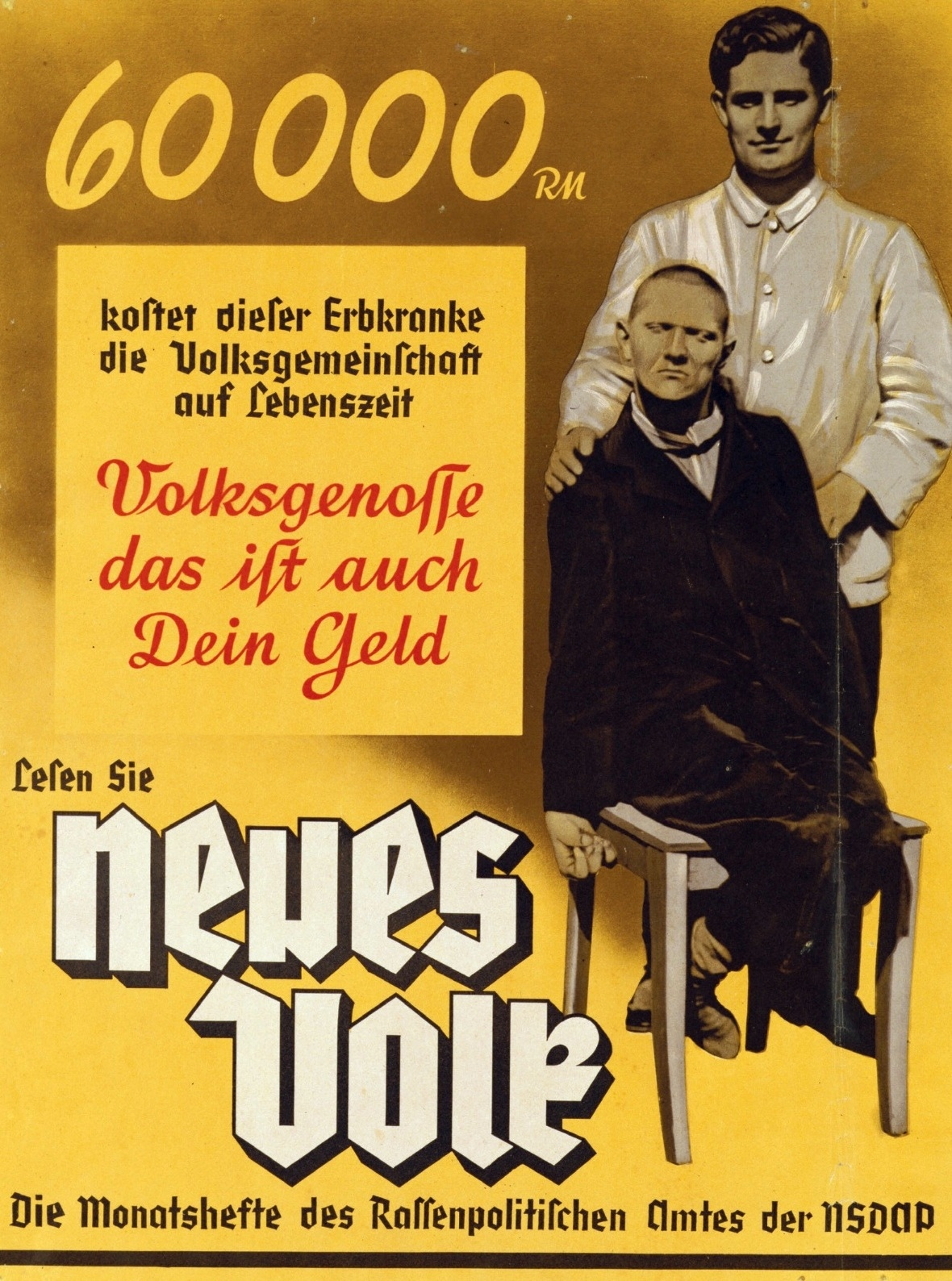
Werbung für die nationalsozialistische Zeitschrift Neues Volk, etwa 1937

Gleichwohl war Volk durchaus nicht der höchste Wert der Nationalsozialisten. Höher rangierte die Rasse. Dieser Begriff war geeignet, das einst als nach innen solidarisch gedachte Volk aufzuspalten und seine Mitglieder je nach ihrem vermeintlichen rassischen Wert unterschiedlich zu behandeln, wie es Hitler bereits in Mein Kampf niedergelegt hatte: Als „den wertvollsten Schatz für unsere Zukunft“ bezeichnete er die „auch heute noch in unserem deutschen Volkskörper […] unvermischt gebliebenen Bestände an nordisch-germanischen Menschen“. Die „Mission des deutschen Volkes“ sei die Bildung eines Staates, der sich allein der „Erhaltung und Förderung der unverletzt gebliebenen edelsten Bestandteile unseres Volkstums, ja der ganzen Menschheit“ widme. Alle anderen Deutschen tat er als „allgemeinen Rassenbrei des Einheitsvolkes“ ab.
Als zentraler Begriff der NS-Ideologie wurde der Terminus Volk in der NS-Zeit häufig verwendet. Zudem kam der Begriff auch in zahlreichen Kompositionen wie „Volksgenosse“, „Volksgemeinschaft“ oder „Volksgesundheit“, „Volksführer“ und „Volksbewegung“ vor. Reichspropagandaminister Joseph Goebbels erklärte am 15. November 1933: „Der Sinn der Revolution, die wir gemacht haben, ist die Volkwerdung der deutschen Nation“. In den Nürnberger Gesetzen, vor allem im Reichsbürgergesetz vom 15. September 1935, wurde das völkische Verständnis des Volkes als „Blutsgemeinschaft“ auch rechtlich kodifiziert: Juden wurde der Status des gleichberechtigten „Reichsbürgers“ vorenthalten, sie waren nur Staatsangehörige des Deutschen Reichs ohne politische Rechte. Mit der Utopie einer „gesunden Volksgemeinschaft“ rechtfertigten die Nationalsozialisten die Diskriminierung, Entrechtung und Ermordung der deutschen Juden, „Zigeuner“, „Asozialen“, „Erbkranken“ oder Oppositionellen, die angeblich die Homogenität des Volkskörpers beeinträchtigten. Während des Zweiten Weltkriegs operierte namentlich die SS in Wissenschaft und Praxis mit dem Begriff der Umvolkung: Damit war der Versuch gemeint, die Slawen aus den in Ostmittel- und Osteuropa eroberten Gebieten zu vertreiben, um diese (wieder) mit Deutschen zu besiedeln und ihnen so eine deutsche kulturelle Identität zu geben. Mit dieser Umvolkung sollten Prozesse der „Entdeutschung“ in diesen Gebieten rückgängig gemacht werden, den der nationalistische und völkische Diskurs seit dem 19. Jahrhundert beklagt hatte. Nach 1945 verschwand das Wort aus dem seriösen Diskurs.

### Nach dem Zweiten Weltkrieg
Wegen der missbräuchlichen Verwendung im Nationalsozialismus wurde der Begriff Volk in der politischen Sprache nach dem Zweiten Weltkrieg seltener benutzt. Der Berliner Oberbürgermeister Ernst Reuter (1889–1953) gebrauchte ihn in seiner berühmten Rede am 9. September 1948 an die „Völker der Welt“ auch für die Gesamtheit der Einwohner seiner Stadt.
Sowohl die Bundesrepublik Deutschland als auch die DDR verwendeten Volk, um ihre jeweilige innerstaatliche Verfassung zu legitimieren. In der Präambel des Grundgesetzes für die Bundesrepublik Deutschland wird dem „Deutschen Volk“ ganz im Sinne der Lehre der Volkssouveränität „verfassungsgebende Gewalt“ (pouvoir constituant) zugeschrieben. Tatsächlich durfte es aber nie über das Grundgesetz abstimmen, weshalb diese Formulierung als Fiktion gilt. Insgesamt fächerte das Grundgesetz den Begriff des Deutschen Volkes dreifach auf: Neben den westlichen Bundesländern, auf die der Geltungsbereich des Grundgesetzes zunächst beschränkt blieb, gehörten dazu auch die Bürger der DDR, für die stellvertretend zu handeln die Bundesrepublik den Anspruch erhob. Drittens erstreckt er sich nach Artikel 116 GG auch auf Flüchtlinge und Vertriebene deutscher Volkszugehörigkeit sowie alle Emigranten nach 1933, sofern sie dem zustimmen. Als Kriterium, wer als Vertriebener deutscher Volkszugehörigkeit zu gelten habe, griff man noch 1961 auf die Deutsche Volksliste aus der Zeit des Nationalsozialismus zurück.
Nach Einschätzung des Historikers Dirk van Laak wurde das Wort Volk nach 1945 „völlig konturlos“ und nahm teilweise sogar revisionistische und revanchistische Konnotationen an. Durch die millionenfache Zuwanderung von Ausländern, denen die deutsche Staatsbürgerschaft nur zögerlich gewährt wurde, tauge es kaum noch als Einheitskriterium. Seit den 1960er Jahren wurde es in Publizistik und Politik der Bundesrepublik seltener benutzt. In der Deutschlandpolitik nach 1969 war stattdessen zumeist von der Nation die Rede. 1973 bestand das Bundesverfassungsgericht in seinem Urteil zum Grundlagenvertrag mit der DDR darauf, dass ein „gesamtdeutsches Staatsvolk“ weiterhin existiert. Es folgte dabei Bundeskanzler Willy Brandt, der die Deutschen als Angehörige eines Volkes betrachtete, wonach beide Staaten in Deutschland „füreinander nicht Ausland“ waren. Bereits im Mai 1970 hatte er gegenüber dem Ministerpräsidenten der DDR Willi Stoph erklärt, das gesamtdeutsche Volk sei „der eigentliche Souverän“.
In der DDR hielt man zunächst an der deutschen Einheit fest und verwendete den Begriff Volk dementsprechend ganz ähnlich wie in der Bundesrepublik. Anders als im Grundgesetz wurde das Volk in der Verfassung der DDR von 1949 aber als Objekt und Adressat des staatlichen Handelns beschrieben: „Die Republik entscheidet alle Angelegenheiten, die für den Bestand und die Entwicklung des deutschen Volkes in seiner Gesamtheit wesentlich sind“, hieß es in Artikel 1. Damit war die Regierung der DDR unter der Kontrolle der SED gemeint. In den 1950er Jahren war im politischen Diskurs der DDR vermehrt vom „werktätigen Volk“ die Rede. Unter diesen Klassenbegriff ließen sich Kapitalisten nicht mehr subsumieren. In den Verfassungen von 1968 und 1974 war dann von einem „Volk der DDR“ die Rede. Der Gedanke eines einheitlichen deutschen Volkes war aufgegeben. Dies zeigte sich auch, als im Zuge des Kalten Krieges die SED-Führung das Wort Volk im Sinne einer nationalen Widerstandsgemeinschaft gegen die „imperialistischen Besatzungsmächte“ in der Bundesrepublik und die dortigen Parteien benutzte.
In den Verfassungen der DDR wurde den „Bürgern der Deutschen Demokratischen Republik sorbischer Nationalität“ erstmals das Recht zur Pflege ihrer Sprache und Kultur eingeräumt. In der SED ging man davon aus, dass sich das sorbische Volk freiwillig der sozialistischen deutschen Nation angeschlossen habe. Auf seine Belange war indes zuvor bei der Ansiedlung von deutschsprachigen Flüchtlingen in seinem Siedlungsgebiet und der Kollektivierung der Landwirtschaft keine Rücksicht genommen worden. Der Tagebau im Lausitzer Braunkohlerevier führte bis 1989 zur Zerstörung von zahlreichen sorbischen Dörfern.

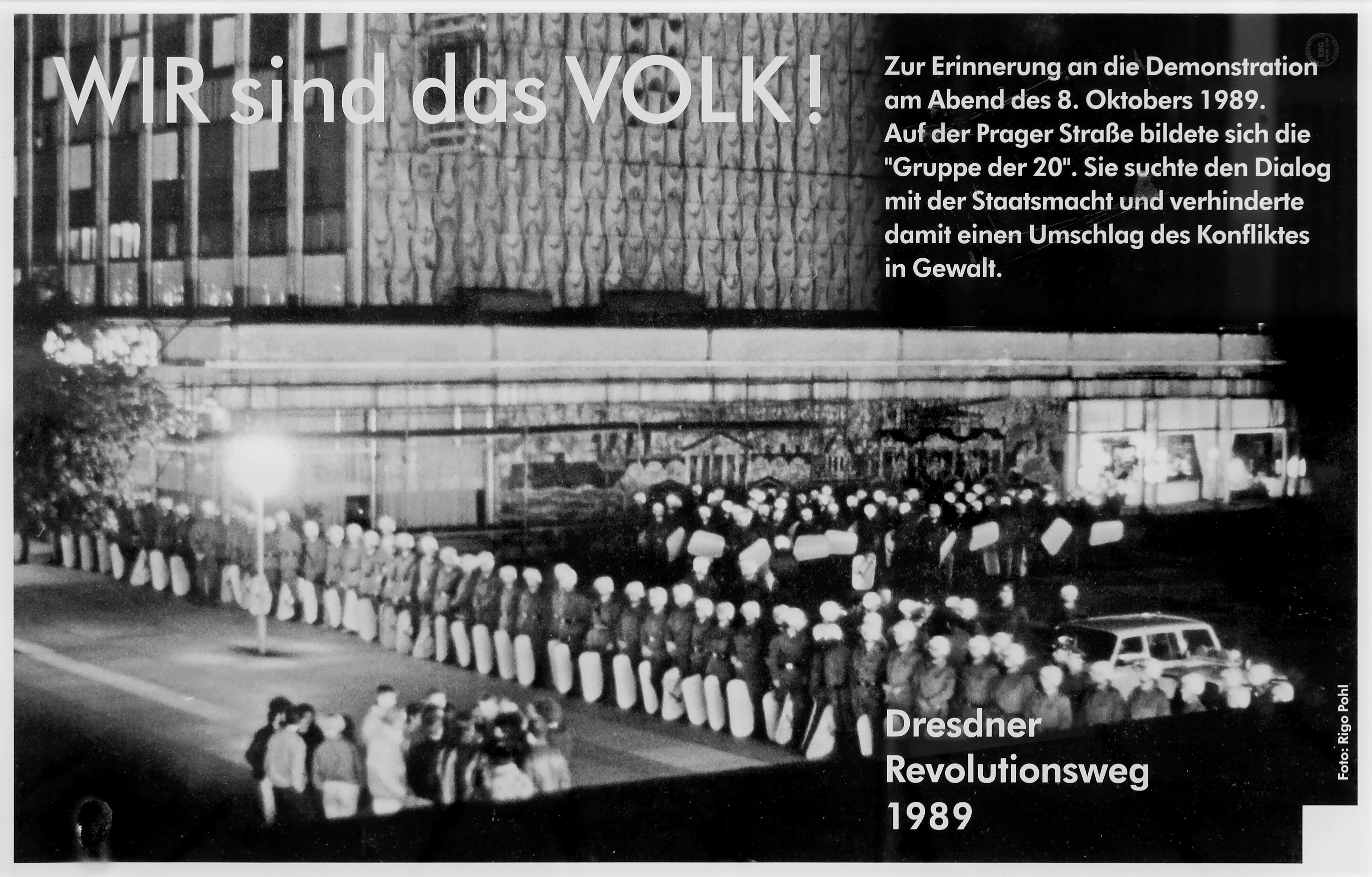
Gedenktafel des Dresdner Revolutionswegs 1989 an der Prager Straße zur Demonstration am 8. Oktober 1989 und der Gruppe der 20

Während der friedlichen Revolution in der DDR kam dem Wort Volk neue politische Bedeutung zu: Die Parole „Wir sind das Volk“, die bei den Montagsdemonstrationen und anderen Kundgebungen der Opposition gerufen wurde, markierte ein Abrücken vom klassenkämpferischen hin zum demokratisch-verfassungsrechtlichen Volksbegriff: Statt der werktätigen Volksmassen und ihrer Partei sollte das Staatsvolk selbst entscheiden. 1990 wandelte sich die Parole zu „Wir sind ein Volk“ und damit zur Forderung nach der Wiedervereinigung Deutschlands.
Seit den 1970er Jahren verwendet die Neue Rechte den Volksbegriff ethnopluralistisch. Der französische Publizist Alain de Benoist etwa erklärte, die „Vielfalt der Welt“ liege in der Tatsache, „daß jedes Volk, jede Kultur eigene Normen hat – wobei jede Kultur eine sich selbst genügende Struktur darstellt“. In diesem Denken wird die Allgemeingültigkeit etwa der Menschenrechte kulturrelativistisch bestritten. Jedes Volk habe seine eigene Kultur und seine Werte, die nur für es selbst gälten, die Unterschiede zwischen den Völkern seien unüberbrückbar. Kultur wird ethnisch und homogen gedacht, ein umfassender Sinnentwurf für das Volk, der autoritär gesetzt wird. Der Einzelne könne die jeweiligen Mythen der Abstammung, Sprache, Geschichte des Volkes, in das er hineingeboren wurde, weder individuell umdeuten noch sich ihnen sonst entziehen. Sie stellten das kollektive Schicksal eines Volkes dar. Laut Per Leo, Maximilian Steinbeis, Daniel-Pascal Zorn gelingt es den Rechten nicht, plausibel zu begründen, worin das Wesen eines Volkes, das von „kulturfremden Migranten“ angeblich bedroht werde, konkret bestehe. Zudem unterlägen sie einem Sein-Sollen-Fehlschluss, da aus der Existenz eines Volkes nicht zwingend folge, dass seine Identität vor Veränderungen geschützt werden müsse.

### Gegenwart
In den aktuellen Gesellschaftswissenschaften vertritt man inzwischen die Auffassung, dass Völker im Sinne ethnischer oder religiöser Gemeinschaften „gedachte Ordnungen“ bzw. „imaginierte Gemeinschaften“ sind. Niklas Luhmann schrieb, Volk sei „nur ein Konstrukt, mit dem die politische Theorie Geschlossenheit erreicht. Oder anders: wer würde es merken, wenn es gar kein Volk gäbe?“ Nach Jörg Echternkamp und Oliver Müller führt die substanzialistische Annahme, ein Volk wäre ein „wesenhafter Sozialkörper“, notwendig in die Irre. Damit ist nicht gemeint, dass Völker Fiktionen wären, gleichsam aus dem Nichts erfunden. Vielmehr beruhen Abgrenzungen gegenüber anderen Völkern auf bereits vorhandenen Vorstellungen und wirken auf sie zurück. Zugleich waren und sind sie als Integrations- und Legitimationsideologeme von erheblicher Wirkungskraft. Als entscheidend wird das subjektive Zugehörigkeitsgefühl angesehen. Laut dem Soziologen Friedrich Heckmann wurzelt die „Realität ethnischer Groß-Kollektive“ unter anderem im „Glauben“, man habe gemeinsame Vorfahren, und im „Bewusstsein“, man gehöre zusammen und habe eine gemeinsame Identität. Dies führt nach Ansicht des Soziologen Lutz Hoffmann zu einer zirkulären Definition: „‚Volk‘ ist das, was für den Menschen sein ‚Volk‘ ist“. Die subjektive Vorstellung, man habe bestimmte Gemeinsamkeiten mit bestimmten anderen Menschen, konstituiere das „Volk“ als Summe aller Menschen mit derselben Volkszugehörigkeit. In einem sekundären Prozess würden dann die objektiven Merkmale, auf die sich die Vorstellung eines gemeinsamen Volkes stütze, hervorgebracht, sie gingen ihr nicht voraus.
Dem steht das Verständnis von Volk im Populismus gegenüber, der in der Gegenwart verstärkt Zulauf gewinnt. Hier wird das Problem von Einschließung und Ausschließung, das dem Volksbegriff inhärent ist, ebenso geleugnet wie sein Konstruktcharakter. Auch Interessengegensätze innerhalb des Volkes, die es in modernen Gesellschaften zahlreich gibt, kommen in der populistischen Verwendung des Wortes nicht vor. Populisten überhöhen das Volk als „ehrlich“, „hart arbeitend“ und „vernünftig“ und stellen ihm die Eliten bzw. das Establishment gegenüber. Diesen werfen sie vor, den als einheitlich imaginierten Willen des Volkes nicht entschieden genug oder gar nicht zu vertreten. Die Frage, was sie mit Volk genau meinen, beantworten Populisten abhängig von ihrer ideologischen Ausrichtung jeweils unterschiedlich. Während linke Populisten Arbeitnehmer oder Arbeitslose ansprechen, also eher an einen soziologischen Volksbegriff anknüpfen, meinen rechte damit vor allem nationale Identität. Unabhängig davon geben alle Populisten die Partikularinteressen ihrer präsumptiven Wähler als Volkswillen aus und fordern mehr direktdemokratische Elemente in der Verfassung. Diesen angenommenen Volkswillen wollen sie häufig mit einem charismatischen Führer umsetzen, der mit dem Volk unter Umgehen der intermediären Instanzen in direktem Kontakt steht. Daher richten sich Rechtspopulisten nicht nur gegen „die Anderen“, also zum Beispiel gegen Muslime, sondern stets auch gegen die herrschende Schicht und die repräsentative Demokratie. Der Ethnologe Jens Wietschorke sieht in der populistischen Begriffsverwendung eine absichtliche Verunklarung des semantischen Gehalts: So verwendete Marine Le Pen vom rechtspopulistischen Rassemblement National im französischen Präsidentschaftswahlkampf 2017 oft die Formel «Au nom du peuple» („Im Namen des Volkes“), die seit Langem zur Legitimation demokratischer Willensbildungsprozessen benutzt wird. Sie meine aber peuple nicht als Staatsbüger-, sondern als Abstammungsgemeinschaft, wodurch das Wort ein Instrument der Ausgrenzung werde.
In typischer Vereinfachung komplexer Probleme in einer globalisierten Welt neigen Populisten dazu, nationalen Alleingängen gegenüber internationalen Lösungen den Vorzug zu geben. Beispiele hierfür sind der Brexit oder die Ankündigungen des US-amerikanischen Präsidenten Donald Trump, die illegale Einwanderung zu stoppen.
Im 21. Jahrhundert wurden die Wörter Volk (im völkischen Verständnis des Wortes) und Umvolkung von Rechtsextremen und Rechtspopulisten wieder aufgegriffen. 2016 wurde die Bezeichnung Volksverräter, mit der Anhänger von Pegida und der AfD demokratische Politiker herabwürdigen, in Deutschland zum Unwort des Jahres gekürt. Zur Begründung führte die Jury unter anderem an, dass der Wortbestandteil Volk dabei in einem ähnlich ausgrenzenden Sinne gemeint sei wie zur Zeit des Nationalsozialismus.
Sowohl die rechtsextreme Kleinpartei NPD (aktuell: Die Heimat) als auch Vertreter der Neuen Rechten geben vor, Demokratie nicht abzulehnen, erklären aber die „Homogenität des Volkes“ sei Voraussetzung dafür, dass sie funktioniere. Der neurechte Publizist Karlheinz Weißmann behauptete 2009, Demokratie gehe „wie jede andere Herrschaftsform auf ‚Willensvereinheitlichung‘ aus“, weshalb im Volk ethnisch, religiös und zivil „ein erhebliches Maß an Einheitlichkeit bestehen sollte, um diesen Prozeß zu erleichtern“. Aktuell sei dies in der Bundesrepublik nicht gegeben, weswegen „die Demokratie heute grundsätzlich in Frage“ stehe. Auch die NPD/Die Heimat bestreitet, dass es aktuell eine Demokratie in Deutschland gebe, da der eigentliche Souverän, das deutsche Volk, durch Einwanderung aufgelöst werde. Im Januar 2024 stellte das Bundesverfassungsgericht in seinem Urteil über die Partei fest, dass ihr rein ethnisches und letztlich rassistisches Verständnis von Volk gegen die Menschenwürde und das Demokratieprinzip verstößt, da sie Staatsbürgern, die nicht von ethnisch Deutschen abstammen, ihr Wahlrecht vorenthalten wolle („Volksherrschaft setzt Volksgemeinschaft voraus“). Im Mai 2025 begründete das Bundesamt für Verfassungsschutz seine Einschätzung der AfD als gesichert rechtsextremistisch mit ihrem Volksbegriff:

„Das in der Partei vorherrschende ethnisch-abstammungsmäßige Volksverständnis ist nicht mit der freiheitlichen demokratischen Grundordnung vereinbar. Es zielt darauf ab, bestimmte Bevölkerungsgruppen von einer gleichberechtigten gesellschaftlichen Teilhabe auszuschließen, sie einer nicht verfassungskonformen Ungleichbehandlung auszusetzen und ihnen damit einen rechtlich abgewerteten Status zuzuweisen. Konkret betrachtet die AfD zum Beispiel deutsche Staatsangehörige mit Migrationsgeschichte aus muslimisch geprägten Ländern nicht als gleichwertige Angehörige des durch die Partei ethnisch definierten deutschen Volkes.“

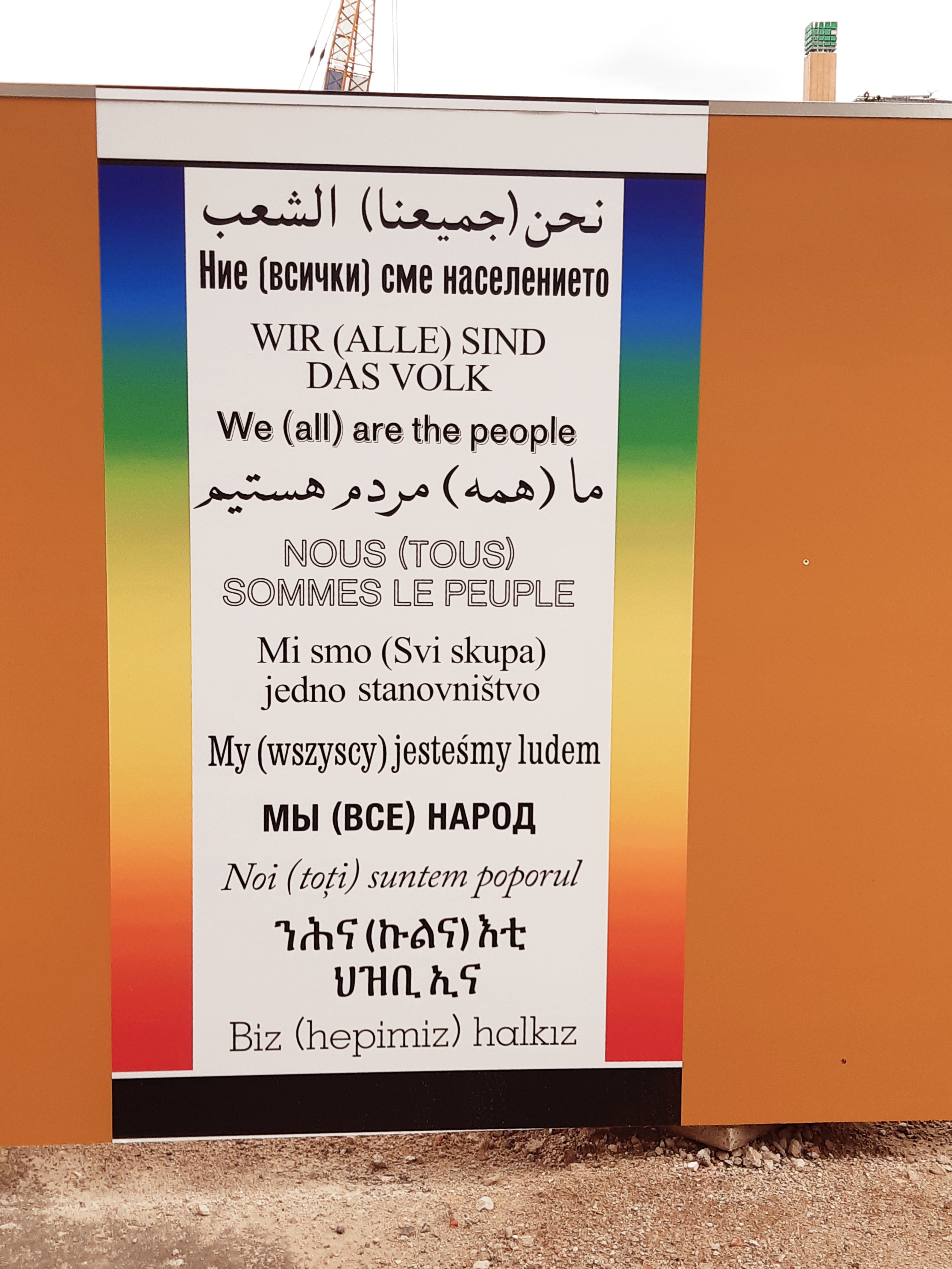
Plakat am Berliner Kulturforum

Im Sprachgebrauch der politischen Mitte in Deutschland kommen die Bezeichnungen Volk und Deutsches Volk, wie der Rechtswissenschaftler Uwe Volkmann 2025 schreibt, gegenwärtig kaum noch vor. Um nicht in den Verdacht populistischer Demagogie zu kommen und um das Pathos, das mit dem Wort verbunden ist, zu vermeiden, verwenden deutsche Politiker das Wort nur noch selten. Dabei spielt auch die rassistische Aufladung des Wortes durch die Nationalsozialisten eine Rolle. Ersatzweise ist etwa von den „Mitbürgerinnen und Mitbürgern“ die Rede, den „Menschen draußen im Land“, vom „kleinen Mann“ oder von der „Bevölkerung“. Die deutsche Bundeskanzlerin Angela Merkel nahm bei ihrer Ansprache zum Tag der Deutschen Einheit am 3. Oktober 2016 dem Begriff das Pathos und erteilte allen Versuchen eine Absage, die Zugehörigkeit zum Volk zu privilegieren, indem sie formulierte: „Alle sind das Volk“. Eine ähnliche Formulierung, nämlich „Wir (alle) sind das Volk“, zeigten in zwölf verschiedenen Sprachen von Mai bis Oktober 2021 Plakate, mit denen der Konzeptkünstler Hans Haacke den Bauzaun des neuen Museums des 20. Jahrhunderts am Kulturforum Berlin gestaltete.

## Abgrenzung zu anderen Begriffen

### Staatsvolk

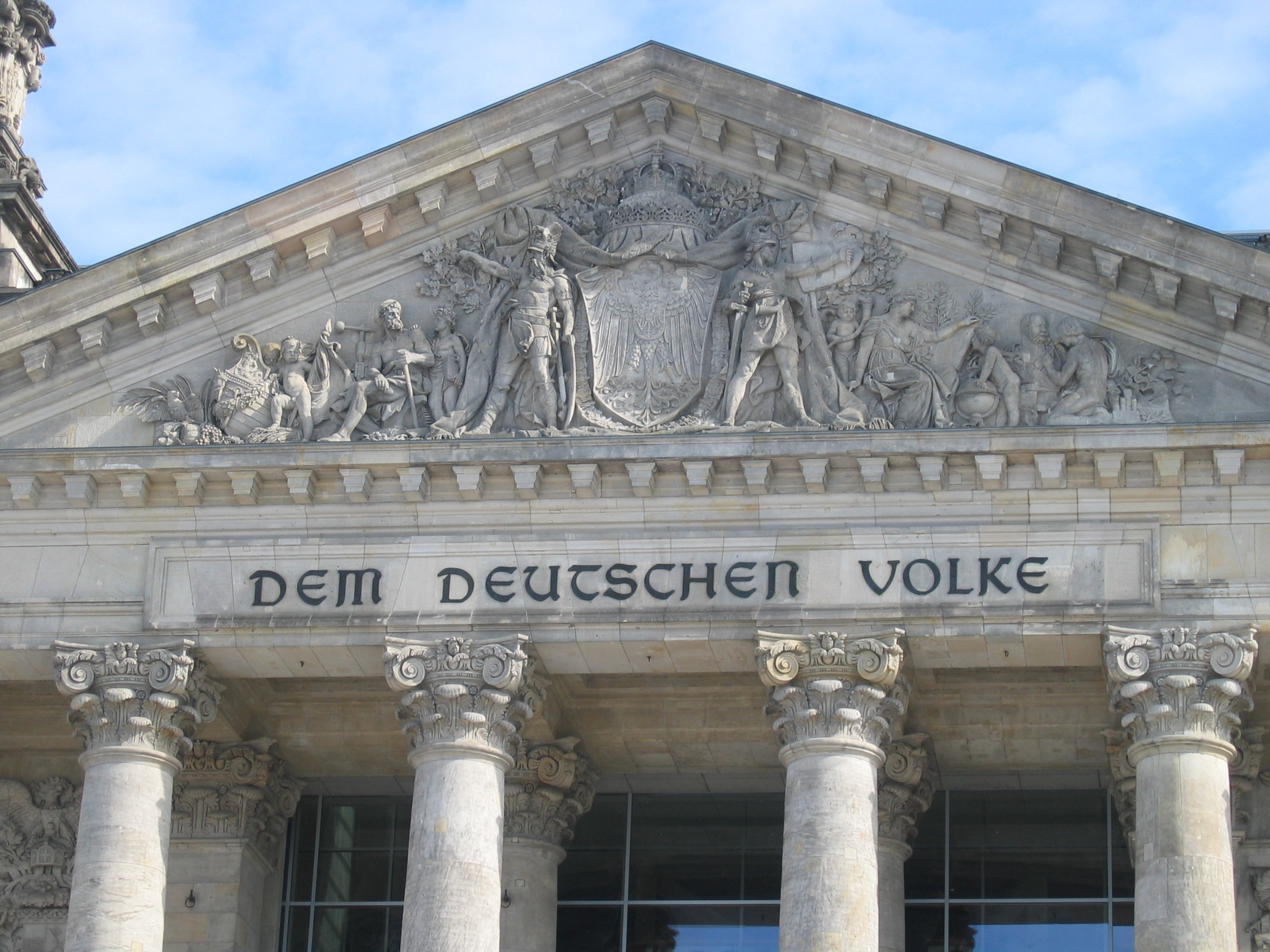
Inschrift Dem deutschen Volke am Reichstagsgebäude (1916)

Volk im Sinne von Staatsvolk bezieht sich auf die Staatsangehörigen eines Völkerrechtssubjekts. Das Staatsvolk ist neben dem Staatsgebiet und der Staatsgewalt eines der drei konstitutiven Elemente eines Staates. In einer Demokratie ist das Volk „Ursprung und Rechtsgrund jeglicher Staatsgewalt“. Der Verfassungsjurist Karl Brinkmann verwendet dafür den Ausdruck Bevölkerung, da es für ihn gleichgültig sei, ob die einem Staat angehörenden Menschen „zu einem Volk zählen oder nicht“.
Damit setzt er sich von dem Carl Schmitt ab, der 1928 in seiner Verfassungslehre stipuliert hatte: „Subjekt der Begriffsbestimmung des Staates ist das Volk“. Bereits 1923 hatte Schmitt in Aufnahme der rousseauschen Identitätsvorstellungen auf die „Homogenität und Identität des Volks mit sich selbst“ als Basis des Staates hingewiesen. Das bedeute aber „mit unvermeidlicher Konsequenz“, dass man „das Fremde und Ungleiche, die Homogenität Bedrohende zu beseitigen oder fernzuhalten“ wisse. Exklusion aus dem Staatsvolk nach ethnischen Kriterien war für Schmitt Gelingensbedingung „jeder wirklichen Demokratie“. 1939 entwickelte Schmitt den Begriff des Volks als Gegensatz zu dem des Staates und skizzierte eine „vom Volk getragene […] volkhafte Großraumordnung“, die nur vom „Reichsbegriff“ ausgehen könne.
Das Staatsvolk entspricht idealtypisch dem Demos, den Emerich K. Francis 1965 begrifflich vom Ethnos unterschied. In Wiederaufnahme dieser Theoriebildung erklärt es der Soziologe M. Rainer Lepsius (1928–2014) für „die Basis für eine Zivilgesellschaft demokratischer Selbstlegitimation“, die diversen Spannungsverhältnisse zwischen beiden anzuerkennen: Setze man Demos als Träger der politischen Souveränität mit einem spezifischen Ethnos gleich, führe das zur Unterdrückung oder Zwangsassimilation ethnischer, kultureller, religiöser oder sozioökonomischer Minderheiten. Der Status des Staatsbürgers sei in seinem Ursprung naturrechtlich und individualistisch definiert und gelte für alle gleich. Er dürfe nicht an materielle Eigenschaften geknüpft werden, die den durch sie definierten Bevölkerungsteilen unterschiedliche Partizipationsrechte zuteilten. Als Negativbeispiele hierfür führt Lepsius die Germanisierung von ethnischen Polen, Elsässern und Lothringern sowie die Diskriminierung von Sozialdemokraten und Katholiken im deutschen Kaiserreich an. Real aber gilt in vielen Staaten, insbesondere jenen des ehemaligen Ostblocks, eine ethnische Definition des Staatsvolks. Dabei wird – vor dem Hintergrund eigener historischer Konflikterfahrungen – die mangelnde Toleranz gegenüber ethnischen Minderheiten von der Bevölkerungsmehrheit als Preis für ihr Überleben als ethnische Gruppe betrachtet und gerechtfertigt. Dies führt laut Gerhard Seewann im Gegenzug „gesellschaftlich und politisch zur Ausgrenzung aller von der Titularnation ethnisch verschiedenen Gruppen“. Der israelische Soziologe Sammy Smooha hat für multiethnische demokratische Systeme, in denen eine Ethnie verfassungsgemäß bevorzugt wird, den Begriff Ethnische Demokratie geprägt. Beispiele für ethnische Demokratien sind Israel, Estland, Lettland, die Slowakei und Malaysia.

Der Philosoph Jürgen Habermas diagnostizierte 1992, dass die Widersprüche, die im Begriff der Volkssouveränität angelegt seien, noch nicht gelöst seien: 

„Das Volk, von dem alle staatlich organisierte Gewalt ausgehen soll, bildet kein Subjekt mit Willen und Bewußtsein. Es tritt nur im Plural auf, als Volk ist es im ganzen weder beschluß- noch handlungsfähig.“

Diese Formulierung griff Bundespräsident Frank-Walter Steinmeier in seiner Rede zum 30. Jahrestag der friedlichen Revolution in der DDR auf. In einer Demokratie gebe es das Volk nur im Plural, weshalb es die schwierige Aufgabe der Politik sei, aus dieser Vielstimmigkeit eine gemeinsame Linie zu entwickeln. Nie wieder dürfe ein Einzelner oder eine Gruppe beanspruchen, für das „wahre Volk“ zu sprechen. Der Historiker Peter Brandt warnt dagegen vor einem Demokratieproblem, das man sich bei einem Verzicht auf den Volksbegriff einhandle, „denn offenbar benötigt auch der moderne demokratische Staat, der auf Inklusion […] angelegt ist, ein Mindestmaß an ‚sozialer‘ (i.S.v. Hermann Heller) und kultureller Homogenität.“ Dies zeige etwa die Parole „We the people“ der Occupy-Bewegung. Der Politikwissenschaftler Hans Vorländer weist darauf hin, dass auch totalitäre Regime sich auf eine angebliche Volksherrschaft berufen, dabei aber Volkssouveränität monistisch und substantialistisch verstehen. In Demokratien dagegen werde Volk als eine Vielheit von Individuen und Gruppen angesehen, die sehr unterschiedliche Interessen und Wertvorstellungen hätten.
Die Exklusivität dieses Staatsvolks, die sich zum Beispiel darin zeigt, dass Ausländern das Wahlrecht verweigert wird, wird begründet mit seiner qualifizierten Verbundenheit: Wer den Staat gemeinsam trage, solle mit diesem in einer politischen Schicksalsgemeinschaft untrennbar verbunden sein. Die Definition der Staatsangehörigkeit erfolgt durch die Verfassung des jeweiligen Staates. Sie wird nach dem Abstammungsprinzip (ius sanguinis) oder nach dem Ortsprinzip (ius soli) gewährt. In den meisten Staaten gilt eine Kombination von beiden. Die Zugehörigkeit zu einem Staatsvolk kann auch durch Einbürgerung erfolgen. Sie hat den Zweck, „dass eine tendenzielle Kongruenz von Staatsgebiet und Staatsvolk erhalten bleibt“.
Das Völkerrecht setzt die Existenz von Völkern als gegebene soziale Grundtatsache voraus; es kennt jedoch keinen einheitlichen Volksbegriff, sondern sieht im Volk als Rechtsbegriff einen persistierenden Personenverband. Geht – wie in Artikel 20 Absatz 2 des Grundgesetzes festgelegt – die Staatsgewalt „vom Volke“ aus, spricht man im verfassungstheoretischen Sinne von Volkssouveränität. Nach diesem Prinzip ist auch aus völkerrechtlicher Sicht vor allem entscheidend, dass das Volk von Verfassungs wegen als eigentlicher Inhaber der Staatsgewalt und mithin als pouvoir constituant angesehen wird. Die seit der zweiten Hälfte des 20. Jahrhunderts sich aus einem Rechtssatz ergebende Selbstbestimmung und Volkssouveränität bilden hierbei eine Einheit.

### Nation

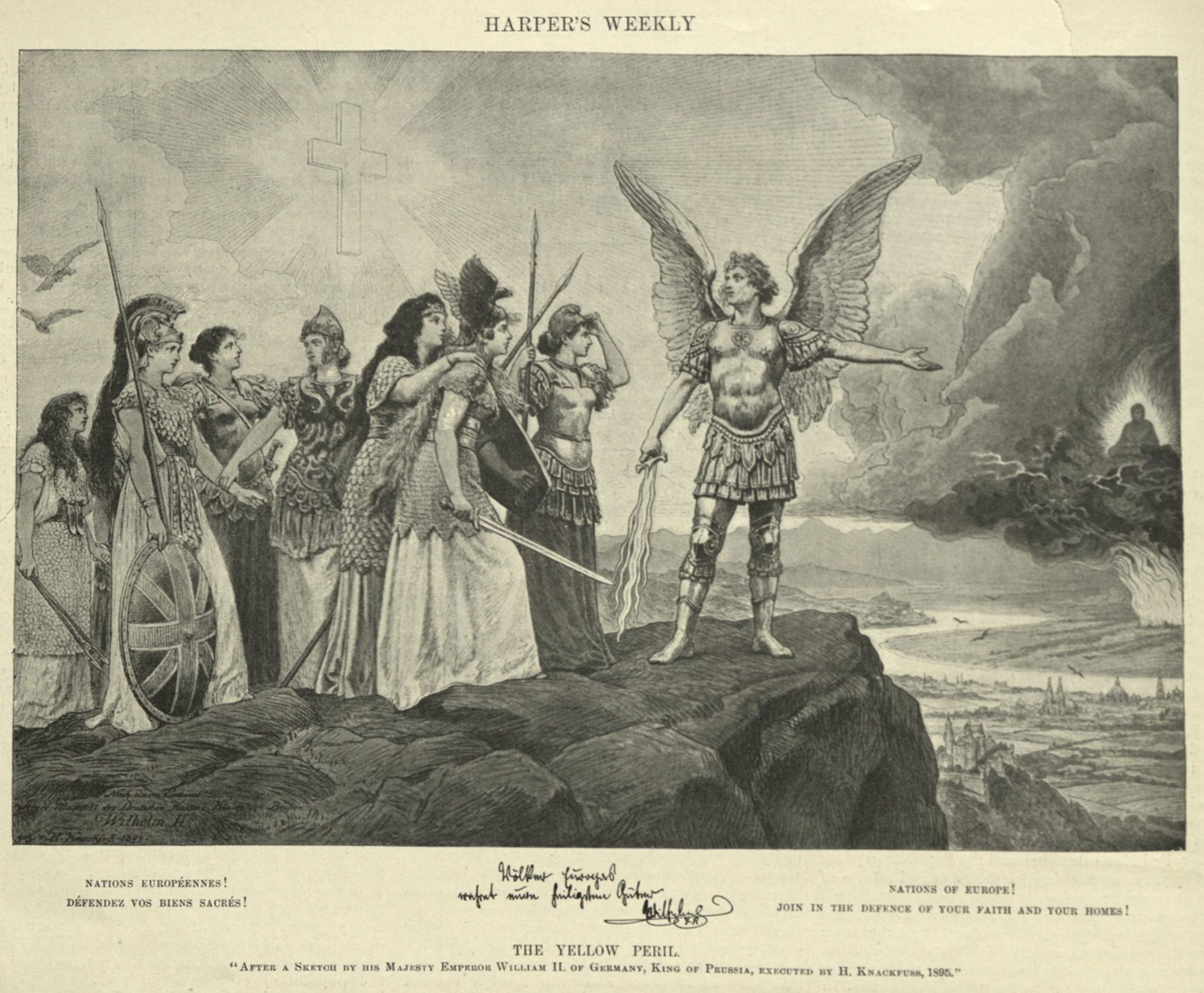
Hermann Knackfuß: Völker Europas, wahrt eure heiligsten Güter (1895). Der Erzengel Michael warnt die Nationalallegorien der europäischen Großmächte (unter anderem Germania, Mütterchen Russland, Marianne und Britannia) vor der „gelben Gefahr“.

Volk im Sinne von Nation wird in politischen Begriffen wie Völkerrecht oder Völkerbund verwendet. Die Wörter Volk und Nation sind im Deutschen semantisch nicht klar voneinander abgegrenzt und können folglich nicht trennscharf unterschieden werden. Laut Peter Brandt ist eine plausible terminologische Scheidung der beiden Begriffe nie gelungen. Der Rechtswissenschaftler Thilo Ramm sieht den Unterschied zwischen beiden Begriffen darin, dass Nation weniger missverständlich sei. Er sei klar mit innerer und äußerer Unabhängigkeit und Freiheit konnotiert, die Nation sei „das souveräne Volk“. Der amerikanische Soziologe Michael Banton definiert das deutsche Wort Volk als „kulturelle Gruppe“ und „Möchtegern-Nation“ (would-be nation).
In der Frage, was eine Nation definiert, ist Volk idealtypisch der Gegenbegriff zu Staatsnation: In diesem Konzept wird wie zum Beispiel im französischen Staatsdenken angenommen, dass die Zugehörigkeit zur Nation auf einem subjektiven Willensakt beruht (→ Willensnation). Im politischen Diskurs in Deutschland und anderswo folgte man dagegen lange dem Konzept der Volksnation: Diese beruhe auf der Zugehörigkeit zum Volk, dem somit eine objektive Substanz unterstellt wurde, die als vorpolitisch gegeben angenommen wurde. Da eine ethnische Homogenität aufgrund nur selten oder gar nicht vorhandener äußerer körperlicher Merkmale einer gemeinsamen Abstammung schwer plausibel zu machen ist, definierte man Volksnationen auch über kulturelle Eigenschaften wie Religion, Sprache oder Schicksalsgemeinschaft. Wenn das so definierte Volk nicht in einem kompakten Siedlungsblock, sondern territorial verstreut siedelte, ergaben sich aus dem Konzept der Volksnation immer wieder Schwierigkeiten für die Angehörigen anderer ethnischer Gruppen, die als Minderheit diskriminiert wurden. In Mittel- und Südosteuropa war dies regelmäßig der Fall. Die Berufung auf angeblich objektiv vorgegebene Bestimmungen eines Volkes ist aber selber das Ergebnis eines subjektiven Willensakts. Den deutschen emphatischen Begriffen Volk, Volksgeist, völkisch bzw. volklich stehen im Französischen die Begriffe nation, nationalité, esprit national und national weitgehend gleichbedeutend gegenüber.
Der Nationalismus-Forscher Dieter Langewiesche weist auf mediävistische Forschungen hin, nach denen die Ethnogenese der Herrschaftsbildung folgt, nicht vorangeht. Völker entstehen demnach in Staaten, sie sind jünger als diese. Die Vorstellung, das Volk sei „ewig“ und werde erst im Laufe seiner Entwicklung eine Nation, die sich einen Staat schaffe, sei ein Mythos.
Ein politisches System, das sich, anders als der ethnisch-kulturell definierte Nationalstaat, aus mehreren Völkern zusammensetzt, nennt man Vielvölkerstaat. Beispiele für Vielvölkerstaaten sind etwa Österreich-Ungarn, die Sowjetunion, Jugoslawien, die Vereinigten Staaten, Kanada oder die Schweiz. Die einzelnen Völker solcher Staaten werden auch als Nationalitäten bezeichnet. Vielvölkerstaaten tragen ein besonderes Konfliktpotenzial in sich, wenn die Partizipationsrechte der Nationalitäten ungleich verteilt sind. Als Lösungsmöglichkeiten hierfür gelten Multikulturalismus, Föderalismus oder Sezession.
In der Sowjetunion wurde seit der Stalin-Ära versucht, dies Problem mit einem „Sowjetpatriotismus“ zu lösen, der jedes kulturelle Kollektivbewusstsein überwölben sollte. Die Sowjetunion selbst fungierte dabei als Nation oder Vaterland, wie etwa in „Großer Vaterländischer Krieg“ (russisch Вели́кая Оте́чественная война́, Welikaja otetschestwennaja wojna), der Propagandabezeichnung für den deutsch-sowjetischen Krieg 1941–1945, die beteiligten ethnischen und sprachlichen Gruppen hießen Völker. Die Termini Nationen oder Nationalitäten wurden für sie vermieden. Bildungs- und Kaderpolitik trugen zur Ausbildung eines integrierten Gesamtstaatsbewusstseins bei. Die russische Hegemonie wurde in der Metapher „Brüdervölker“ eskamotiert, wobei die Russen die „älteren Brüder“ waren.
In der Volksrepublik China gibt es seit den 1980er Jahren offiziell nur eine chinesische Nationalität (中华民族, Zhōnghuá Mínzú). Alle Völker Chinas sind seitdem weniger eigenständige Völker eines Vielvölkerstaats, sondern mehr als ethnische Gruppen einer gemeinsamen Nationalität zu verstehen, so auch das Han-Volk. Jedoch wird diese gemeinsame Nationalität, welche von den Han-Chinesen dominiert wird, von Tibetern, Uiguren und Mongolen als Herabsetzung wahrgenommen, da sie sich als Völker mit einem Recht auf Selbstbestimmung betrachten.

### Bevölkerung
Im Unterschied zu Volk meint das Wort Bevölkerung die real zu einer bestimmten Zeit in einem bestimmten Territorium ansässigen Menschen, unabhängig von ihrer zugeschrieben oder selbstdefinierten Gruppenzugehörigkeit. Bereits 1935 mahnte der deutsche Schriftsteller Bertolt Brecht (1898–1956), statt vom Volk besser von der Bevölkerung zu sprechen: Dann unterstütze man „schon viele Lügen nicht“ und nehme dem Wort seine „faule Mystik“. In einer Bevölkerung gebe es, anders als in einem Volk, immer unterschiedliche, teils divergierende Interessen. Diese Wahrheit werde durch den Gebrauch des Wortes Volk unterdrückt.
Bevölkerung und Volk fallen zahlenmäßig oft deutlich auseinander. Noch in den 1990er Jahren hatte ein erheblicher Anteil der deutschen Bevölkerung (in manchen Großstädten bis zu 20 %) kein Wahlrecht und keine politischen Partizipationsmöglichkeit. Den so genannten Gastarbeitern und ihren Nachkommen wurde die Einbürgerung verwehrt, ihre Interessen wurden stattdessen durch Ausländerbeauftragte wahrgenommen.
Hans Haacke installierte auf Beschluss des Deutschen Bundestags im Jahr 2000 im Innenhof des Reichstagsgebäudes sein Kunstwerk Der Bevölkerung in weißen Neonlichtbuchstaben. Es korrespondiert mit der Inschrift Dem deutschen Volke auf dem Architrav des Westportals und soll „zum Nachdenken und zu Diskussionen über Rolle und Selbstverständnis des Parlamentes“ anregen.

### Ethnie
Der Soziologe Michael Bommes definiert Ethnien als „Völker ohne Staaten“, wohingegen Nationen „Völker mit Staaten“ seien. Bisweilen werden Volk und Ethnie auch parallel im Sinne einer ethnischen Gruppe gebraucht. Versuche, Menschen von außen auf ihre Zugehörigkeit zu einem „Volk“ im ethnischen Sinn amtlich festzulegen, werden im Zuge der Anerkennung nationaler Minderheiten heute oft abgewiesen. So heißt es im deutsch-dänischen Abkommen vom 29. März 1955: „Das Bekenntnis zum deutschen Volkstum und zur deutschen Kultur ist frei und darf von Amts wegen nicht bestritten oder nachgeprüft werden.“ und im Gesetz über die Rechte der Sorben im Freistaat Sachsen: „Zum sorbischen Volk gehört, wer sich zu ihm bekennt. Das Bekenntnis ist frei. Es darf weder bestritten noch nachgeprüft werden. Aus diesem Bekenntnis dürfen keine Nachteile erwachsen.“ In anderen Staaten ist es üblich, in Volkszählungen nach der ethnischen Zugehörigkeit zu fragen, so etwa in Israel, Kanada und den USA. Beim US-amerikanischen Zensus werden die Selbsteinschätzung der race sowie Herkunft und Sprache abgefragt, um jemanden als Hispanic kategorisieren zu können. Die Hispanistin Jennifer Leeman spricht von einer „ethnisch-rassischen Klassifizierung“ (clasificación etnoracial).
In den Nachfolgestaaten der Sowjetunion werden zum Teil noch bis heute von der Staatsangehörigkeit abweichende Nationalitäten in amtlichen Personaldokumenten geführt. Für das Gebiet des heutigen Russland wurde die bisherige, z. B. durch Abstammung von den Eltern begründete Volkszugehörigkeit ab 1991 von einer wohnortbezogenen Regelung abgelöst. Dadurch wurde die Einbürgerung von Menschen aus den Nachfolgestaaten eingeschränkt, obwohl diese sich teilweise auch als ethnische Russen verstanden.
In der soziologischen oder ethnologischen Klassifizierung gelten Ethnien heute mitunter als kleinste Einheit und Völker als übergeordnete Einheit: Volk kann demnach als klassifizierender Überbegriff für mehrere Ethnien verwendet werden, die sich als Gesamtgesellschaft verstehen. Während die Ethnie auf einem „intuitiven Selbstverständnis einer gemeinsamen Identität“ beruhe, sei es beim Volk eher ein „vom Willen abhängiges Selbstverständnis einer gemeinsamen historischen Identität“, das in der Staatsangehörigkeit seinen rechtlichen Ausdruck finden kann. Der Begriff wird aber auch kritisiert, weil er die längst dekonstruierten Ideen eines „Volksgeistes“ oder einer „völkischen Eigenart“ als vermeintlich empirische Realitäten wieder in den sozialwissenschaftlichen Diskurs reimportiere.
Einen groben Überblick der Völker der Erde im ethnisch-kulturellen Sinne bietet das Konzept der Kulturareale. Nicht existente Völker finden sich in Sagen und in der Mythologie.

### Stamm
In der älteren Ethnologie war der Begriff Stamm weit verbreitet. Darunter wurden vorstaatliche Verbände sprachlich und kulturell verwandter Menschen verstanden, die durch Herkunft und das gemeinsam bewohnte Territorium verbunden seien. Sie verfügten über ein gemeinsames Verständnis von Rechten und Pflichten, ein engerer Zusammenschluss sei aber nur zum Zweck der Territorialverteidigung möglich. Als Beispiel für Stämme galten Lineage-Verbände wie die Nuer. Der Begriff formte sich im Mittelalter anhand von Berichten der Bibel (Zwölf Stämme Israels), aus antiken Quellen und arabischen Chroniken. Seit der europäischen Expansion wurde der Begriff auf zahlreiche indigene Völker außerhalb Europas angewandt. In Europa selbst wurden als Stämme nur wenige Minderheiten wie die Samen und Sinti und Roma bezeichnet. Der Begriff ist mit Rückständigkeit und Primitivität assoziiert und diente der Rechtfertigung des europäischen Kolonialismus. Es gab aber auch Stimmen, die dem Leben in Stämmen eine besondere Freiheit zuschrieben.
Der amerikanische Ethnologe Morton Fried bemerkte 1967, dass sich Stämme oft erst in staatlichen Kontexten herausbilden. In den letzten Jahren kam der Begriff daher zunehmend außer Gebrauch, auch weil die so bezeichneten Gruppen linguistisch und sozial häufig keine klar abgrenzbaren Einheiten darstellen. Stattdessen spricht man von Ethnien. Stamm, englisch tribe, ist bis heute Teil der Rechtssprache in mehreren Staaten Nordamerikas, Australiens und Südasiens. Auch wenn für die so bezeichneten Menschengruppen häufig als Indigene bezeichnet werden, spielt das Wort in der Debatte um deren Rechte eine Rolle.
In der Geschichtswissenschaft war lange die Vorstellung verbreitet, das deutsche Volk sei aus mehreren frühmittelalterlichen Großstämmen entstanden.

### Gesellschaft
Ähnlich wie Volk kann auch der Begriff Gesellschaft Personen bezeichnen, die dauerhaft an einem Ort zusammenleben, um individuelle und gemeinsame Bedürfnisse zu befriedigen. Francis benutzte ihn daher in seiner Definition für Volk. Dagegen wendet Friedrich Heckmann ein, dass in der Gegenwart damit staatlich verfasste Gesellschaften bezeichnet würden. Im Unterschied dazu könnten aber die Relationen zwischen Volk und Staat ganz verschieden sein. So gebe es Völker, die in mehreren Gesamtgesellschaften und nicht bloß in einer lebten.
Die Vorstellung eines Volks als Gesellschaft steht im Widerspruch zur Idee der Volksgemeinschaft, die nicht nur bei den Nationalsozialisten, sondern bis in die 1930er Jahre auch bei deutschen Liberalen wie Friedrich Naumann (1860–1919) und schwedischen Sozialdemokraten (Folkhemmet) verbreitet war. Sie knüpft an die Unterscheidung zwischen Gemeinschaft und Gesellschaft an, die der deutsche Soziologe Ferdinand Tönnies (1855–1936) bereits 1887 entwickelt hatte.

### Völkerrechtssubjekt
Das Völkerrecht beschäftigt sich, anders als der irreführende Name andeutet, nicht mit den Rechtsbeziehungen zwischen Völkern, sondern mit denen zwischen Staaten und anderen Subjekten, die Träger völkerrechtlicher Rechte und Pflichten sind. Völker selbst sind keine Völkerrechtssubjekte, auch wenn der seit 1948 im Völkerstrafrecht verankerte Straftatbestand des Völkermordes in diese Richtung weist. Ob das in der Charta der Vereinten Nationen und anderen internationalen Verträgen garantierte Selbstbestimmungsrecht der Völker einen Rechtsanspruch auf Autonomie oder Sezession gewährt oder ob es sich lediglich um eine politische Leitlinie handelt, ist in der Fachliteratur umstritten.

### Religion
Das Wort Volk spielt in vielen Religionen eine Rolle. Im Judentum ist das Konzept des auserwählten Volkes zentral. Nach JHWHs Verheißung an Abraham, er habe ihn zum „Vater vieler Völker“ gemacht (Gen 17,5 ), ist vor allem der Bundesschluss am Berg Sinai von Bedeutung, in dem Gott den Israeliten zusagt, sie würden bei Einhaltung seiner Gebote „mein Eigentum sein vor allen Völkern“ (Ex 19,5 ). Das Hebräische unterscheidet hier zwischen עם (`am, in der Septuaginta λαός laós), das zur Selbstbezeichnung des Volk Israels benutzt wird, und den גּוֹיִם gôjim (in der Septuaginta ἔθνη éthnē), den Völkern außerhalb des Bundes, den Heiden.
Das Christentum hob diesen Exklusivitätsanspruch auf: Nach Gal 3,26-29  sind alle, die an Jesus Christus glauben und getauft sind, „Kinder Gottes“ und „Abrahams Nachkommen und nach der Verheißung Erben“, unabhängig von Volkszugehörigkeit, Rechtsstatus und Geschlecht. Die Vorstellung vom Volk Gottes wurde übernommen und auf die Kirche übertragen. Augustinus etwa beschrieb sie in De civitate Dei als wanderndes Gottesvolk, eine Metapher, die das Zweite Vatikanische Konzil 1964 in seiner Dogmatischen Konstitution über die Kirche Lumen gentium aufgriff.

Gleichwohl gab es immer wieder christliche Stimmen, die eine Sonderstellung des eigenen Volkes vor Gott beanspruchen zu können glaubten. Der deutsche Theologe Friedrich Schleiermacher (1768–1834) erklärte in einer Predigt während der Befreiungskriege 1813: 

„Auf den Herrn verläßt sich ein Volk, das beschützen will um jeden Preis den eigenen Sinn und Geist, den Gott der Herr ihm anerschaffen, das also kämpft um Gottes Werk.“

 Im deutschen Protestantismus wurde nach dem Ersten Weltkrieg der Begriff Volk von Theologen wie Paul Althaus, Emanuel Hirsch und Friedrich Gogarten sogar ins Zentrum theologischen Denkens gerückt. Unter der Devise „Gott und Volk“ trat das Heil des Volkes an die Stelle der Erlösung des Einzelmenschen. In der Konservativen Revolution und im Nationalsozialismus knüpfte man an biblische Vorstellungen eines von Gott auserwählten Volkes an und identifizierte die Deutschen damit. Volk wurde somit zum Gegenstand einer politischen Religion. Solche völkischen Religionen gab es nur im deutschsprachigen Raum des 19. und 20. Jahrhunderts. Gegen eine solche Verabsolutierung des eigenen Volkes, wie sie die Deutschen Christen betrieben, wandte sich 1934 die Barmer Erklärung der Bekennenden Kirche. Diese Absolutsetzung gilt heute als überwunden. In der Gegenwart ist das Phänomen Volk für die Kirchen noch insofern von Bedeutung, als es den Handlungsrahmen definiert, innerhalb dessen sie predigen, Seelsorge und Diakonie betreiben und Zeugnis ablegen gegenüber „allem Volk“.
Der Islam richtet sich nicht an ein bestimmtes Volk, sondern an alle Menschen. Einer seiner zentralen Begriffe ist Umma (arabisch أمة), was Volk oder Gemeinschaft bedeuten kann. Damit wird zweierlei bezeichnet: Zum einen hat Allah nach dem Koran (Sure 35, Vers 24) an jedes Volk einen eigenen Propheten gesandt. Mohammed aber als „Siegel der Propheten“ wurde nicht nur zu seinem eigenen Volk, den Arabern, gesandt, sondern zur ganzen Menschheit. Zum andern bedeutet Umma die Gemeinschaft aller Muslime, wie Mohammed sie 622 in Medina schuf: Sie ist sowohl eine religiöse als auch eine politische Assoziation – wie der amerikanische Islamwissenschaftler Francis Edward Peters formuliert, sowohl eine „Kirche“ als auch ein „Staat“. An der Spitze der Umma stand bis zur Abschaffung des Amtes 1924 der Kalif, doch war seine weltliche Macht auch vorher nie unbestritten. Viele Muslime sehen heute die Wiederherstellung der Umma in ihrer ursprünglichen Form als wichtiges Ziel an.